# Liste der Biografien/Qui
Liste der Biografien |
Portal Biografien |
Personensuche
# |
A |
B |
C |
D |
E |
F |
G |
H |
I |
J |
K |
L |
M |
N |
O |
P |
Q |
R |
S |
T |
U |
V |
W |
X |
Y |
Z |
?
 
Qa |
Qe |
Qi |
Qo |
Qr |
Qu |
Qv |
Qw |
Qy
 
Qua |
Qub |
Qud |
Que |
Quh |
Qui |
Quj |
Qul |
Qum |
Qun |
Quo |
Qur |
Qus |
Qut |
Quw |
Quy
Die Liste der Biografien führt alle Personen auf, die in der deutschsprachigen Wikipedia einen Artikel haben. Dieses ist eine Teilliste mit 708 Einträgen von Personen, deren Namen mit den Buchstaben „Qui“ beginnt.

## Qui

### Quia
- Quiala, Aslín (* 1998), kubanische Stabhochspringerin
- Quiambao, Lucilo B. (* 1932), römisch-katholischer Bischof
- Quiawacana, Ungudi (* 1990), angolanische Leichtathletin

### Quib
- Quibel, Robert (1930–2013), französischer Jazz-Bassist, Arrangeur, Komponist und Orchesterleiter
- Quibell, James Edward (1867–1935), britischer Ägyptologe
- Quibell, Michelle (* 1984), US-amerikanische Squashspielerin
- Quiboloy, Apollo, Gründer und Anführer der auf den Philippinen beheimateten Restaurations-Kirche namens Königreich Jesu Christi
- Quiby, Henri (1884–1976), Schweizer Maschinenbauingenieur

### Quic
- Quicchelberg, Samuel (1529–1567), belgischer Autor und Begründer der Museumslehre in Deutschland
- Quiceno, Jhon (* 1954), kolumbianischer Radrennfahrer
- Quicherat, Jules (1814–1882), französischer Historiker
- Quichotte (* 1983), deutscher Slam-Poet, Autor, Stand-up-Comedian und Rapper
- Quick, Armand James (1894–1978), US-amerikanischer Chemiker und Arzt
- Quick, Benny (1943–1999), deutscher Pop- und Schlagersänger
- Quick, Diana (* 1946), britische SchauspielerinDiana Quick (* 1946)

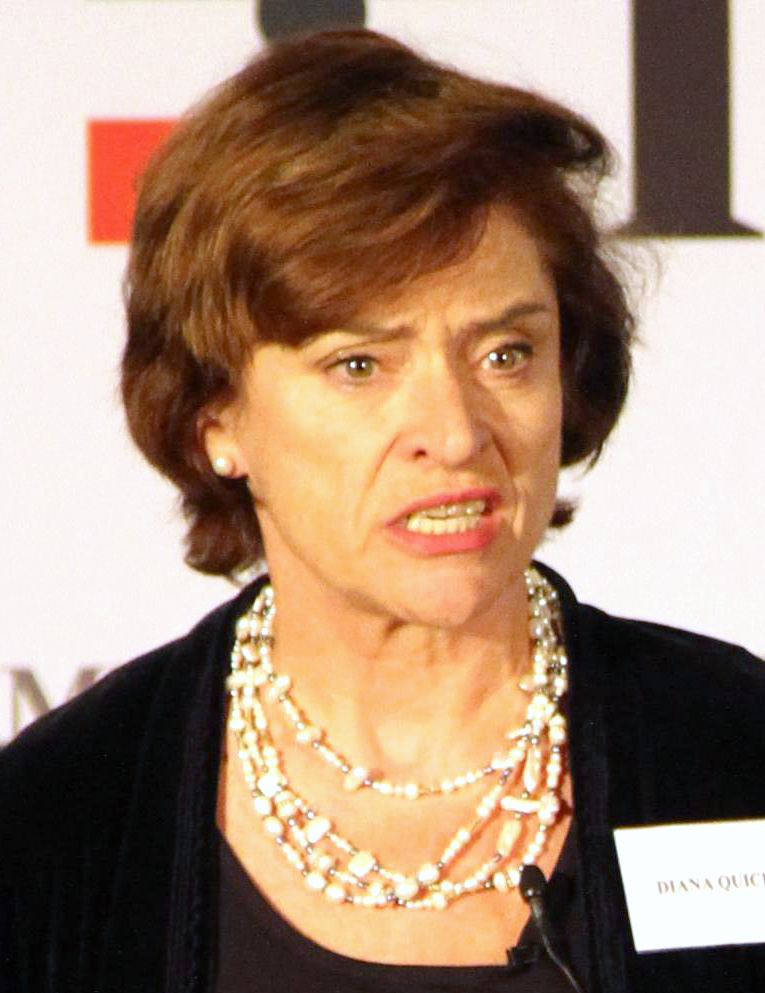
Diana Quick (* 1946)

- Quick, Glenys (* 1957), neuseeländische Marathonläuferin
- Quick, Hubert (1954–2019), deutscher Bauingenieur für Geotechnik
- Quick, Johann (1893–1949), deutscher Politiker (CDU)
- Quick, Jonathan (* 1986), US-amerikanischer Eishockeytorhüter
- Quick, Kevin (* 1988), US-amerikanischer Eishockeyspieler
- Quick, Matthew (* 1973), US-amerikanischer Autor
- Quick, Meredeth (* 1979), US-amerikanische Squashspielerin
- Quick, Preston (* 1978), US-amerikanischer Squashspieler
- Quick, Tommy (1955–2013), schwedischer Bogenschütze
- Quickels, Wolfgang (1952–2014), deutscher Fotograf und Journalist
- Quicker, Peter (* 1968), deutscher Chemieingenieur und Hochschullehrer
- Quickley, Immanuel (* 1999), amerikanischer Basketballspieler
- Quicklund, Carl (* 1992), schwedischer Skilangläufer
- Quickly, Tommy (* 1943), britischer Sänger
- Quickmire, Charles A., englischer Fußballspieler und Pastor in Mexiko
- Quicquat, Catherine († 1448), mutmassliches Opfer der Hexenverfolgung

### Quid
- Quidde, Ludwig (1858–1941), deutscher Historiker, Publizist, Politiker und PazifistLudwig Quidde (1858–1941)

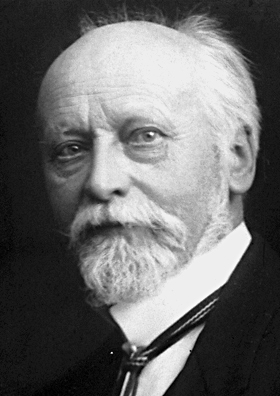
Ludwig Quidde (1858–1941)

- Quidde, Margarethe (1858–1940), deutsche Musikerin und Schriftstellerin
- Quidde, Rudolph (1861–1942), deutscher Jurist, Politiker und Präsident der Bremer Bürgerschaft
- Quidde, Torsten (1932–2004), deutscher Verwaltungsbeamter, zuletzt Oberkreisdirektor
- Quidenus, Franz (1871–1936), österreichischer Architekt
- Quidenus, Fritz (1867–1928), deutscher Maler und Grafiker
- Quidenus, Karl (1839–1904), österreichischer Architekt und Baumeister
- Quiding, Carsten (* 1967), dänischer Basketballspieler
- Quidome, Trésor (* 1980), schweizerischer Basketballspieler

### Quie
- Quie, Al (1923–2023), US-amerikanischer Politiker
- Quiel, Harald (* 1947), deutscher Brigadegeneral der Bundeswehr
- Quiel, Myriam (* 1974), deutsch-iranische Malerin
- Quien, Christian Heinrich der Ältere (1750–1831), deutscher Kaufmann und Bürgermeister von Alt-Saarbrücken (1823–1831)
- Quien, Hermann (1940–2009), deutscher Politiker (SDP, SPD), MdV, MdL
- Quies, Wolfgang (1939–2008), deutscher Arzt und Physiologe
- Quietanus, Johannes Remus (1588–1654), deutscher Astronom, Astrologe, Arzt und Kalendermacher
- Quietmeyer, Friedrich (* 1849), deutscher Bauingenieur
- Quietus († 261), Sohn des Fulvius Macrianus
- Quietzsch, Harald (* 1936), deutscher Prähistoriker und Museumsleiter
- Quietzsch-Lappe, Ursula (* 1941), deutsche Prähistorikerin und Archäologin

### Quig
- Quigg, Chris (* 1944), US-amerikanischer Physiker
- Quigg, Lemuel E. (1863–1919), US-amerikanischer Journalist, Jurist und Politiker
- Quigg, Scott (* 1988), britischer Boxer
- Quiggle, Corinne (* 1997), US-amerikanische Beachvolleyballspielerin
- Quigley, Allie (* 1986), US-amerikanisch-ungarische Basketballspielerin
- Quigley, Carroll (1910–1977), US-amerikanischer Historiker
- Quigley, Charles (1906–1964), US-amerikanischer Schauspieler
- Quigley, Colleen (* 1992), US-amerikanische Hindernisläuferin
- Quigley, Damien (* 1987), englischer Fußballspieler
- Quigley, Danielle (* 1993), neuseeländische Volleyball- und Beachvolleyballspielerin
- Quigley, Eddie (1921–1997), englischer Fußballspieler und -trainer
- Quigley, Eric (* 1989), US-amerikanischer Tennisspieler
- Quigley, Godfrey (1923–1994), irischer Theater- und Film-Schauspieler sowie Theaterregisseur
- Quigley, James Edward (1854–1915), kanadischer Geistlicher, Erzbischof von Chicago
- Quigley, James M. (1918–2011), US-amerikanischer Politiker
- Quigley, Jason (* 1991), irischer Boxer
- Quigley, Joan (1927–2014), US-amerikanische Astrologin
- Quigley, Linnea (* 1958), US-amerikanische Schauspielerin
- Quigley, Michael (* 1958), US-amerikanischer Politiker der Demokratischen Partei
- Quigley, Rita (1923–2008), US-amerikanische Schauspielerin
- Quigley, Ryan (* 1977), britischer Jazzmusiker
- Quignard, Pascal (* 1948), französischer SchriftstellerPascal Quignard (* 1948)

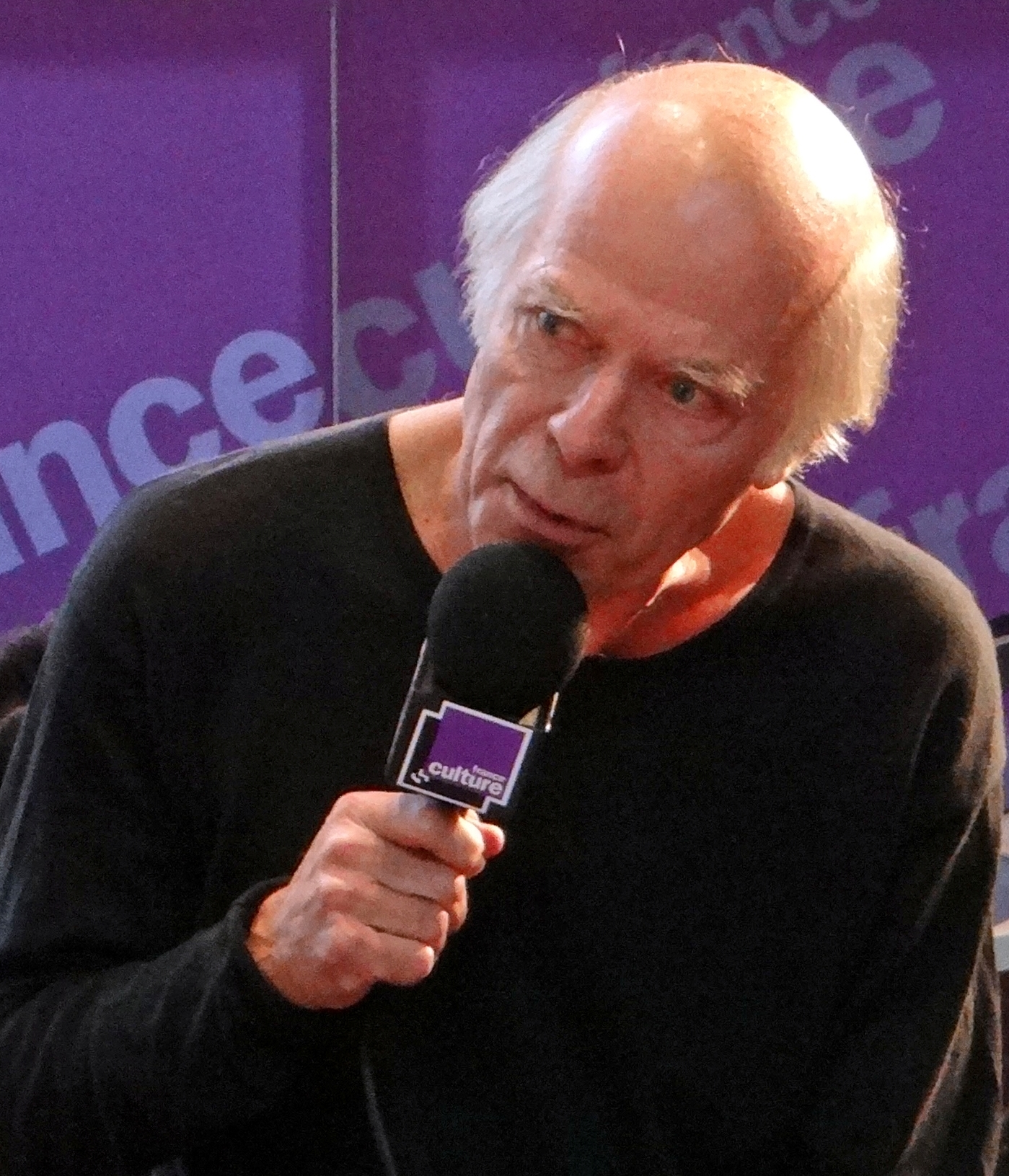
Pascal Quignard (* 1948)

- Quignon, Roland (1897–1984), französischer Filmarchitekt und Filmregisseur

### Quih
- Quihampton, Emily (1834–1909), britische Bergsteigerin

### Quij
- Quijano Guerrero, Alberto (1919–1995), kolumbianischer Schriftsteller und Historiker
- Quijano Rodríguez, Augusto Martín (* 1969), peruanischer Ordensgeistlicher, Apostolischer Vikar von Pucallpa
- Quijano, Aníbal (1930–2018), peruanischer SoziologeAníbal Quijano (1930–2018)

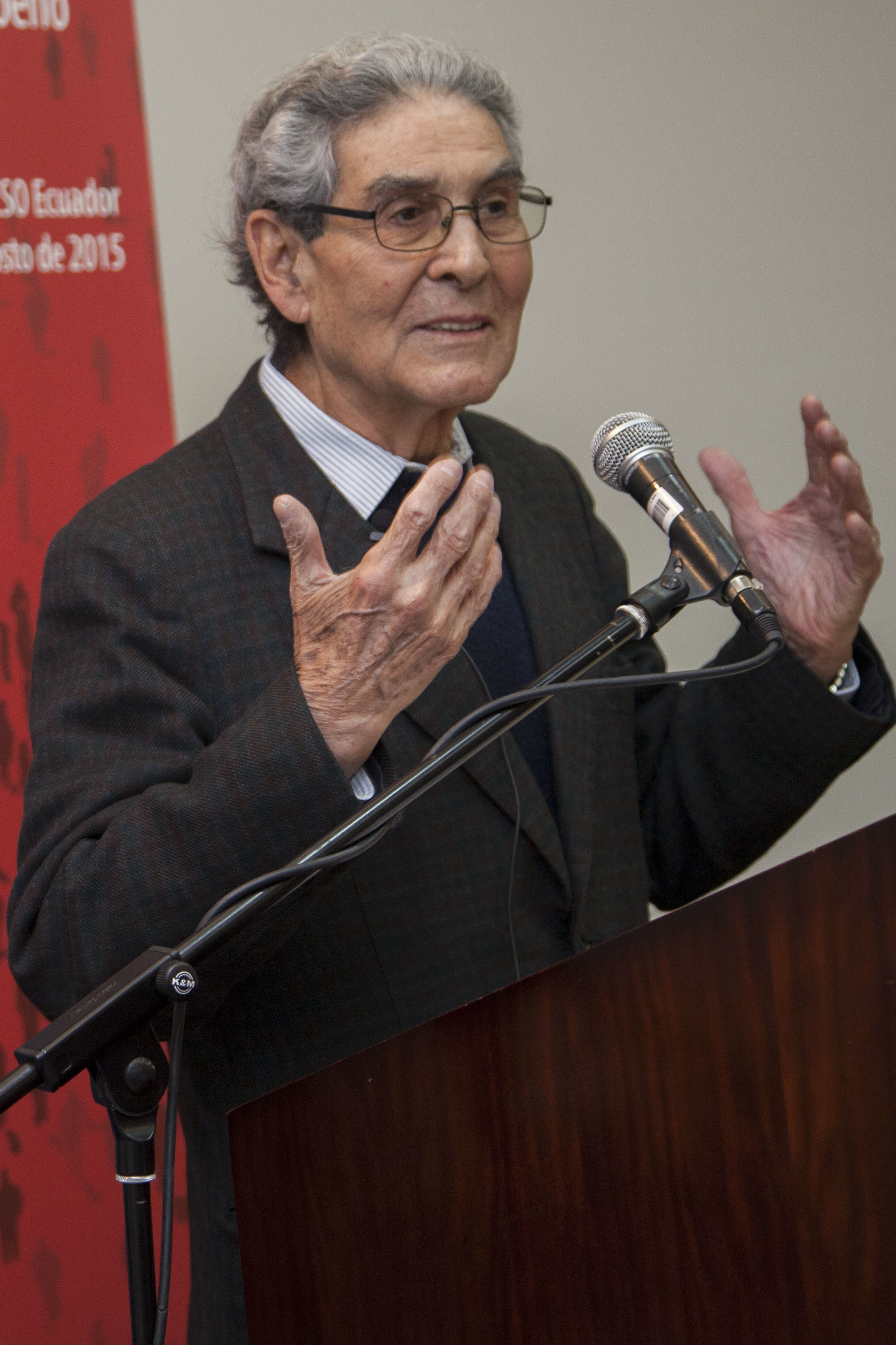
Aníbal Quijano (1930–2018)

- Quijano, Joe (1935–2019), puerto-ricanischer Perkussionist, Singer-Songwriter und Bandleader
- Quijano, Juan (1882–1954), philippinischer Bischof
- Quijano, Norman (* 1946), salvadorianischer Politiker (ARENA)
- Quijera, Manu (* 1998), spanischer Speerwerfer

### Quik
- Quik, Charlotte (* 1982), deutsche Politikerin (CDU), MdL
- Quik, Martijntje (* 1973), niederländische Ruderin

### Quil
- Quiles, José (* 1997), spanischer Boxer
- Quiles, Justin (* 1990), puerto-ricanischer Reggaeton-Sänger und Rapper
- Quiles, Máximo (* 2008), spanischer Motorradrennfahrer
- Quilès, Paul (1942–2021), französischer Politiker (PS)
- Quilfen, Bernard (1949–2022), französischer Radrennfahrer
- Quilichini, Ghjuvanni (* 2002), französischer Fußballtorwart
- Quilici, Folco (1930–2018), italienischer Dokumentarfilmer und Autor
- Quilici, Nello (1890–1940), italienischer Journalist und Schriftsteller
- Quilici, Oriano (1929–1998), italienischer römisch-katholischer Erzbischof und Diplomat des Heiligen Stuhls
- Quilico, Adolfo (1902–1982), italienischer Chemiker
- Quilitzsch, Frank (* 1957), deutscher Journalist und Schriftsteller
- Quilitzsch, Heinz Otto (1919–1983), österreichischer Schriftsteller
- Quilitzsch, Siegmar (1931–2006), deutscher Hochschullehrer
- Quill, Gene (1927–1988), US-amerikanischer Jazz-Altsaxophonist und Klarinettist
- Quill, Greg (1947–2013), australischer Musiker und Redakteur
- Quill, Máirín (* 1936), irische Politikerin
- Quillan, Eddie (1907–1990), US-amerikanischer Film- und Theaterschauspieler
- Quillard, Constant (1893–1972), französischer römisch-katholischer Ordensgeistlicher, Apostolischer Präfekt von Niamey
- Quillé, Michel, französischer Polizeioffizier
- Quillen, Daniel Gray (1940–2011), US-amerikanischer Mathematiker
- Quillen, Jimmy (1916–2003), US-amerikanischer Politiker
- Quiller-Couch, Arthur (1863–1944), britischer Schriftsteller und Kritiker
- Quillet, Aristide Ambroise (1880–1955), französischer Buchhändler und Verleger
- Quillet, Claude (1602–1661), französischer Arzt und Schriftsteller
- Quillévéré, Katell (* 1980), französische Filmregisseurin
- Quilley, Denis (1927–2003), britischer Schauspieler und Sänger
- Quillfeldt, Ingeborg von, deutsche Ur- und Frühhistorikerin und Archäologin
- Quillfeldt, Petra, deutsche Biologin
- Quilliam, Susan (* 1950), britische Psychologin
- Quilliam, William Henry (1856–1932), Kirchengründer
- Quillian, William (1934–1973), US-amerikanischer Tennisspieler
- Quillin, Peter (* 1983), US-amerikanischer Boxer
- Quilling, Anna (1867–1912), deutsche Opernsängerin (Sopran)
- Quilling, Fritz (1867–1927), deutscher Provinzialrömischer Archäologe
- Quilling, Lieselotte (1921–1997), deutsche Schauspielerin
- Quilling, Oliver (* 1965), deutscher Politiker (CDU)Oliver Quilling (* 1965)

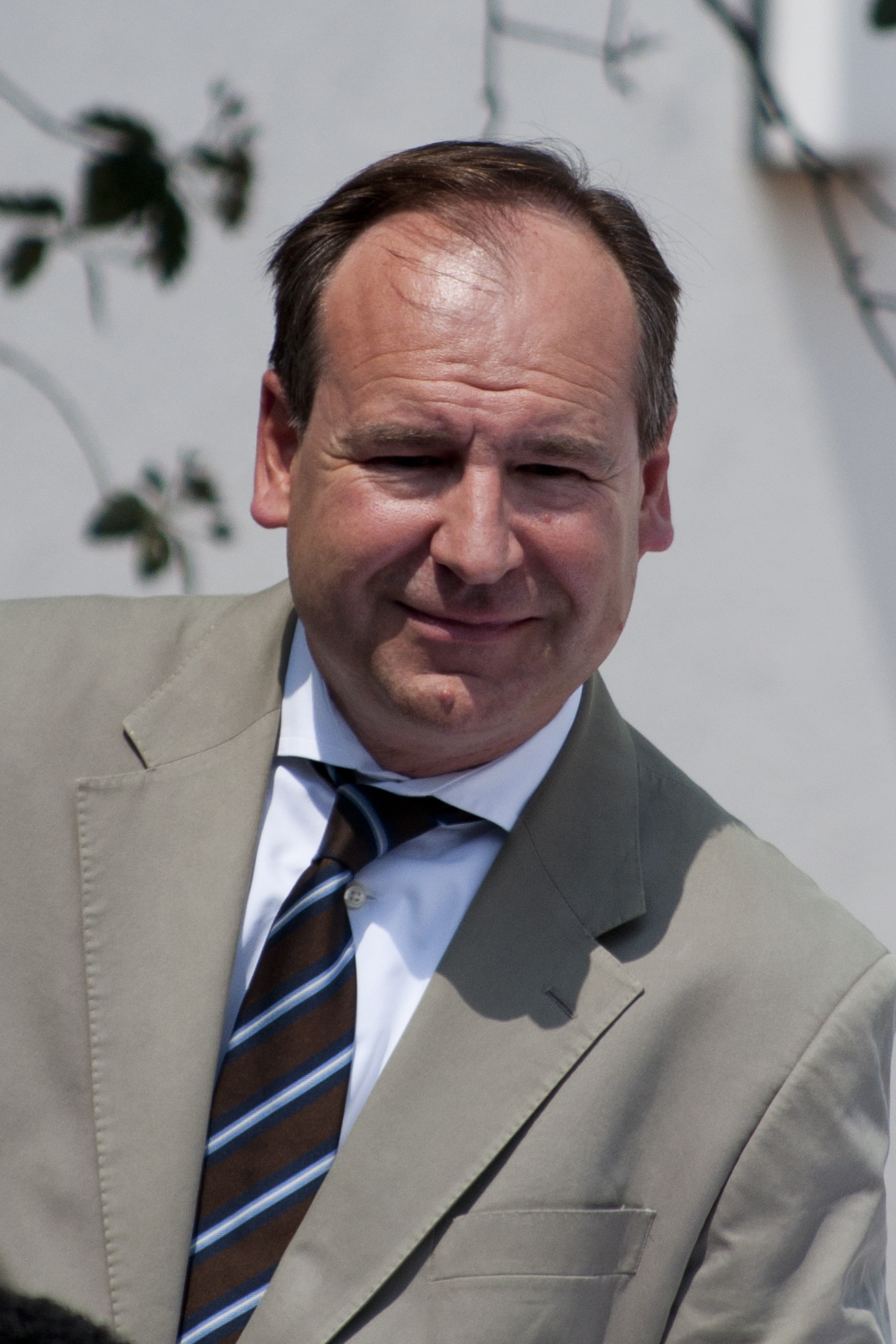
Oliver Quilling (* 1965)

- Quilliot, Roger (1925–1998), französischer Politiker und Literaturwissenschaftler, Mitglied der Nationalversammlung und Senator
- Quillmann, Konrad (1936–2002), deutscher Künstler (Keramik, Design und Grafik)
- Quilter, Roger (1877–1953), englischer Komponist
- Quilty, Ben (* 1973), australischer Maler
- Quilty, Johnny (1921–1969), kanadischer Eishockeyspieler

### Quim
- Quim (* 1975), portugiesischer Fußballtorhüter
- Quimby, Edith (1891–1982), US-amerikanische Physikerin und Hochschullehrerin
- Quimby, Fred (1886–1965), US-amerikanischer Produzent von ZeichentrickfilmenFred Quimby (1886–1965)

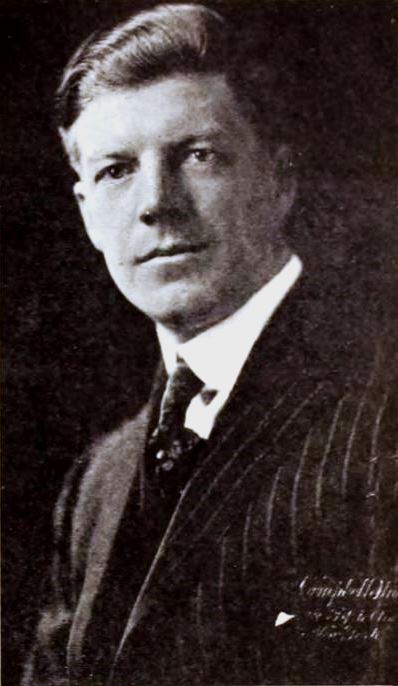
Fred Quimby (1886–1965)

- Quimby, Harriet (1875–1912), erste US-amerikanische Pilotin
- Quimby, Phineas Parkhurst (1802–1866), US-amerikanischer Heilpraktiker
- Quimpo Martirez, Raul José (1938–2024), philippinischer Geistlicher, römisch-katholischer Bischof von San Jose de Antique

### Quin
- Quin, Ann (1936–1973), britische Schriftstellerin
- Quin, Eckehard (* 1968), österreichischer Gewerkschafter
- Quin, Glover (* 1986), US-amerikanischer American-Football-Spieler
- Quin, Joyce, Baroness Quin (* 1944), britische Politikerin (Labour Party), Mitglied des House of Commons, MdEP
- Quin, Michael Joseph (1796–1843), irischer Journalist und Reiseschriftsteller
- Quin, Percy (1872–1932), US-amerikanischer Politiker
- Quin, Sara Kiersten (* 1980), kanadische Musikerin
- Quin, Tegan Rain (* 1980), kanadische Musikerin

#### Quina
- Quina, Domingos (* 1999), portugiesischer Fußballspieler
- Quina, José Manuel (* 1934), portugiesischer Segler
- Quina, Mário (1930–2017), portugiesischer Segler
- Quinan, Lloyd (* 1957), schottischer Politiker
- Quinanga, kongolesischer König des afrikanischen Reiches Kongo
- Quinart, Jesson (1583–1670), französischer Komponist und Kanoniker
- Quinault, Félix (1906–1989), französischer Autorennfahrer
- Quinault, Jean (1656–1728), französischer Schauspieler
- Quinault, Jean-Baptiste-Maurice (1687–1745), französischer Schauspieler und Komponist
- Quinault, Jeanne-Catherine (1725–1812), französische Geliebte von Denis Diderot
- Quinault, Jeanne-Françoise (1699–1783), französische Schauspielerin
- Quinault, Marie-Anne-Catherine (1695–1791), französische Schauspielerin
- Quinault, Philippe (1635–1688), französischer Dichter
- Quinault-Dufresne (1693–1767), französischer Schauspieler

#### Quinb
- Quinby, Charles (1899–1988), US-amerikanischer Schwimmer
- Quinby, Henry B. (1846–1924), US-amerikanischer Politiker und Gouverneur von New Hampshire

#### Quinc
- Quincey, James (* 1965), britischer ManagerJames Quincey (* 1965)

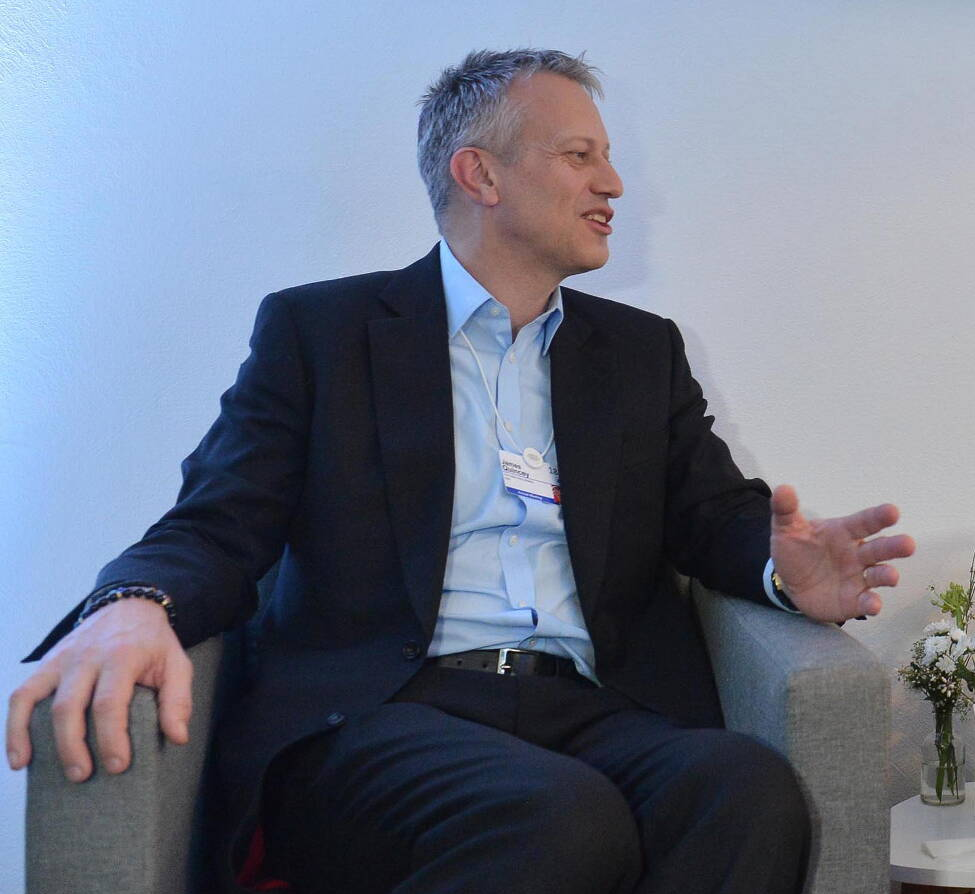
James Quincey (* 1965)

- Quincey, Kyle (* 1985), kanadischer Eishockeyspieler
- Quinche, Antoinette (1896–1979), Schweizer Frauenrechtlerin und Politikerin
- Quinche, Roger (1922–1982), Schweizer Fussballspieler
- Quinciani, Lucia, italienische Komponistin
- Quincke, Friedrich (1865–1934), deutscher Chemiker; Rektor der Technischen Hochschule Hannover (1927–1929)
- Quincke, Georg Hermann (1834–1924), deutscher Physiker
- Quincke, Heinrich Irenaeus (1842–1922), deutscher Internist und Hochschullehrer
- Quincke, Marie (1888–1968), deutsche Pädagogin und Frauenrechtlerin
- Quincken, Emericus (1639–1707), Abt des Klosters Grafschaft
- Quincoces, Jacinto (1905–1997), spanischer Fußballspieler und Trainer
- Quinctilius Varus, römischer Ritter, Freund von Vergil und Horaz
- Quinctilius Varus, Sextus († 453 v. Chr.), römischer Konsul
- Quinctilius Varus, Sextus († 42 v. Chr.), römischer Politiker
- Quinctius Capitolinus Barbatus, Titus, römischer Feldherr und Politiker
- Quinctius Certus Poblicius Marcellus, Gaius, römischer Suffektkonsul (120)
- Quinctius Cincinnatus, Lucius, römischer Politiker
- Quinctius Cincinnatus, Lucius († 430 v. Chr.), römischer Konsul und DiktatorLucius Quinctius Cincinnatus († 430 v. Chr.)

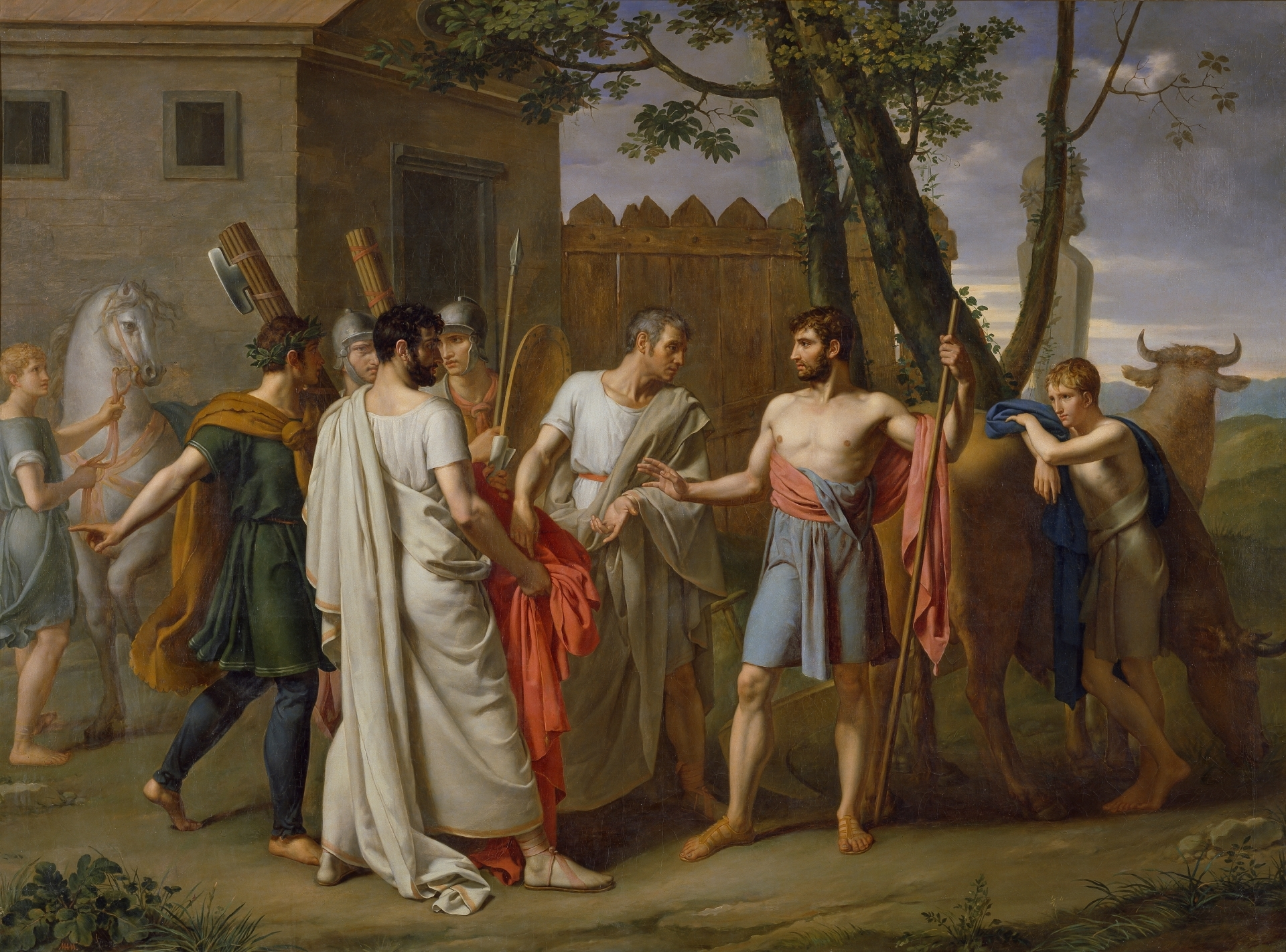
Lucius Quinctius Cincinnatus († 430 v. Chr.)

- Quinctius Claudus, Kaeso, römischer Konsul 271 v. Chr.
- Quinctius Crispinus Sulpicianus, Titus, römischer Konsul 9 v. Chr.
- Quinctius Crispinus Valerianus, Titus, römischer Senator und Konsul 2 n. Chr.
- Quinctius Crispinus, Titus († 208 v. Chr.), römischer Konsul 208 v. Chr.
- Quinctius Flamininus, Lucius, römischer Politiker, Konsul 192 v. Chr.
- Quinctius Flamininus, Titus, römischer Konsul 150 v. Chr.
- Quinctius Pennus Cincinnatus, Titus, römischer Politiker
- Quinctius Valgus, Gaius, römischer Beamter in der antiken Stadt Pompeji
- Quinctius, Kaeso, Sohn des Cincinnatus
- Quincy, Charles Sevin de (1660–1728), französischer Artilleriegeneral und Militärschriftsteller
- Quincy, Edmund (1808–1877), US-amerikanischer Abolitionist und Schriftsteller
- Quincy, Josiah (1744–1775), amerikanischer Anwalt
- Quincy, Josiah (1772–1864), US-amerikanischer Politiker
- Quincy, Paul (1944–2013), deutscher Autor
- Quincy, Robert de († 1257), englischer Adliger
- Quincy, Roger de, 2. Earl of Winchester († 1264), englischer Magnat, Constable of Scotland
- Quincy, Saer de, 1. Earl of Winchester († 1219), englischer Magnat

#### Quind
- Quindeau, Heinz (* 1933), deutscher Fußballschiedsrichter
- Quindeau, Ilka (* 1962), deutsche Diplom-Psychologin, Diplom-Soziologin und Psychoanalytikerin sowie Lehranalytikerin
- Quindlen, Anna (* 1952), US-amerikanische Journalistin und Schriftstellerin
- Quindt, Norman (* 1996), deutscher Fußballtorhüter
- Quindt, William (1898–1969), deutscher Journalist und Schriftsteller

#### Quine
- Quine, Alan (* 1993), kanadischer Eishockeyspieler
- Quine, Fred (* 1941), australischer Hockeyspieler
- Quine, Richard (1920–1989), US-amerikanischer Schauspieler, Filmregisseur, Drehbuchautor, Komponist und Produzent
- Quine, Robert (1942–2004), US-amerikanischer Musiker und Gitarrist
- Quine, Willard Van Orman (1908–2000), US-amerikanischer PhilosophWillard Van Orman Quine (1908–2000)

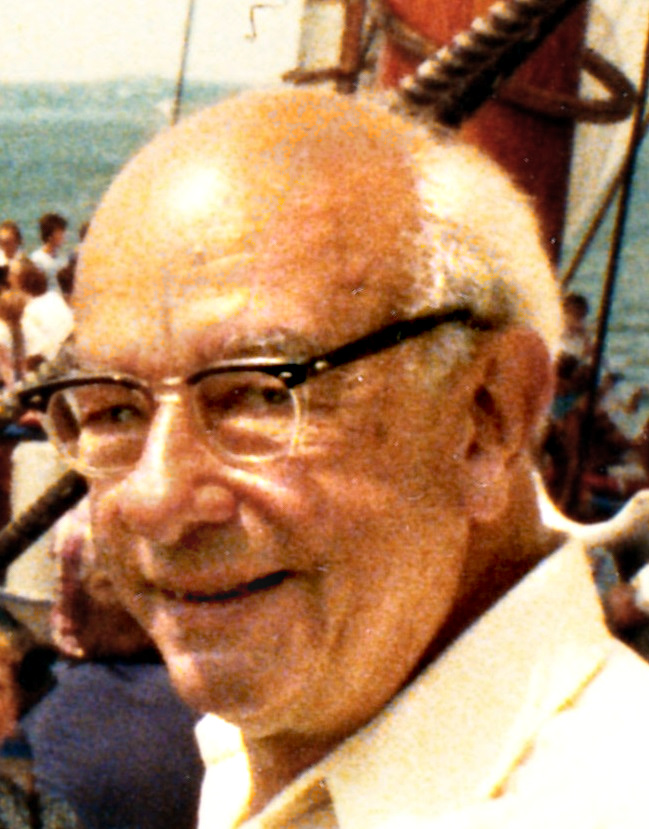
Willard Van Orman Quine (1908–2000)

- Quinerly, Reggie (* 1980), US-amerikanischer Jazzmusiker (Schlagzeug)
- Quinet, Achille (1831–1900), französischer Fotograf und Erfinder eines binokularen Stereo-Fotoapparates
- Quinet, Alexandre († 1900), französischer Fotograf
- Quinet, Edgar (1803–1875), französischer Schriftsteller und Historiker
- Quinet, Fernand (1898–1971), belgischer Cellist, Komponist und Dirigent
- Quinet, Marcel (1915–1986), belgischer Pianist und Komponist
- Quiney, Charles (1937–2007), spanischer (Film-)Schauspieler
- Quiney, Judith (1585–1662), jüngstes Kind von William Shakespeare und Anne Hathaway

#### Quing
- Quingenberg, Adam Heinrich von (1599–1631), Amtshauptmann in Coswig
- Quinger, Gebhard (1919–2012), deutscher Bauernfunktionär
- Quinger, Heinz (1930–2000), deutscher Kunsthistoriker und Hochschullehrer

#### Quini
- Quini (1949–2018), spanischer FußballspielerQuini (1949–2018)

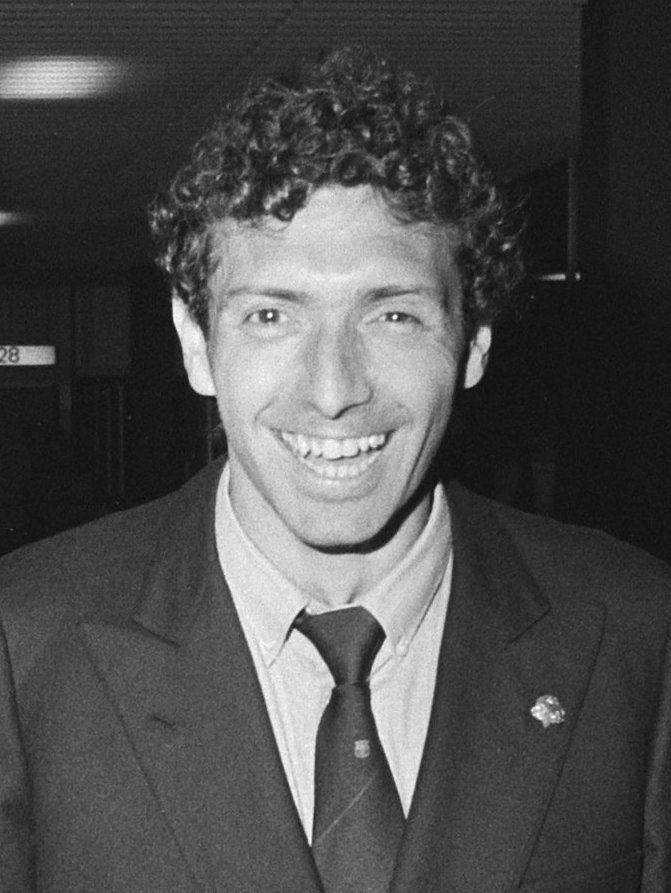
Quini (1949–2018)

- Quinichette, Paul (1916–1983), US-amerikanischer Jazz-Tenor-Saxophonist
- Quinion, Aurélien (* 1993), französischer Geher
- Quiniou, Corentine (* 1982), französische Rennfahrerin
- Quiniou, Joël (* 1950), französischer Fußballschiedsrichter

#### Quink
- Quinke, Josef (1905–1942), deutscher Bäckermeister und NS-Opfer
- Quinke, Sibyl (* 1952), deutsche Autorin
- Quinkenstein, Lothar (* 1967), deutscher Schriftsteller und Übersetzer
- Quinkert, Gerhard (1927–2015), deutscher Chemiker
- Quinkert, Klaus (1930–2018), deutscher Fußballtrainer
- Quinkhard, Jan Maurits (1688–1772), niederländischer Maler

#### Quinl
- Quinlan, Alan (* 1974), irischer Rugbyspieler
- Quinlan, Dominik (* 1988), deutscher Eishockeyspieler
- Quinlan, Karen Ann (1954–1985), US-amerikanische Komapatientin, die aufgrund rechtlicher Auseinandersetzungen um ihr Leben in den Medien präsent war
- Quinlan, Kathleen (* 1954), US-amerikanische SchauspielerinKathleen Quinlan (* 1954)

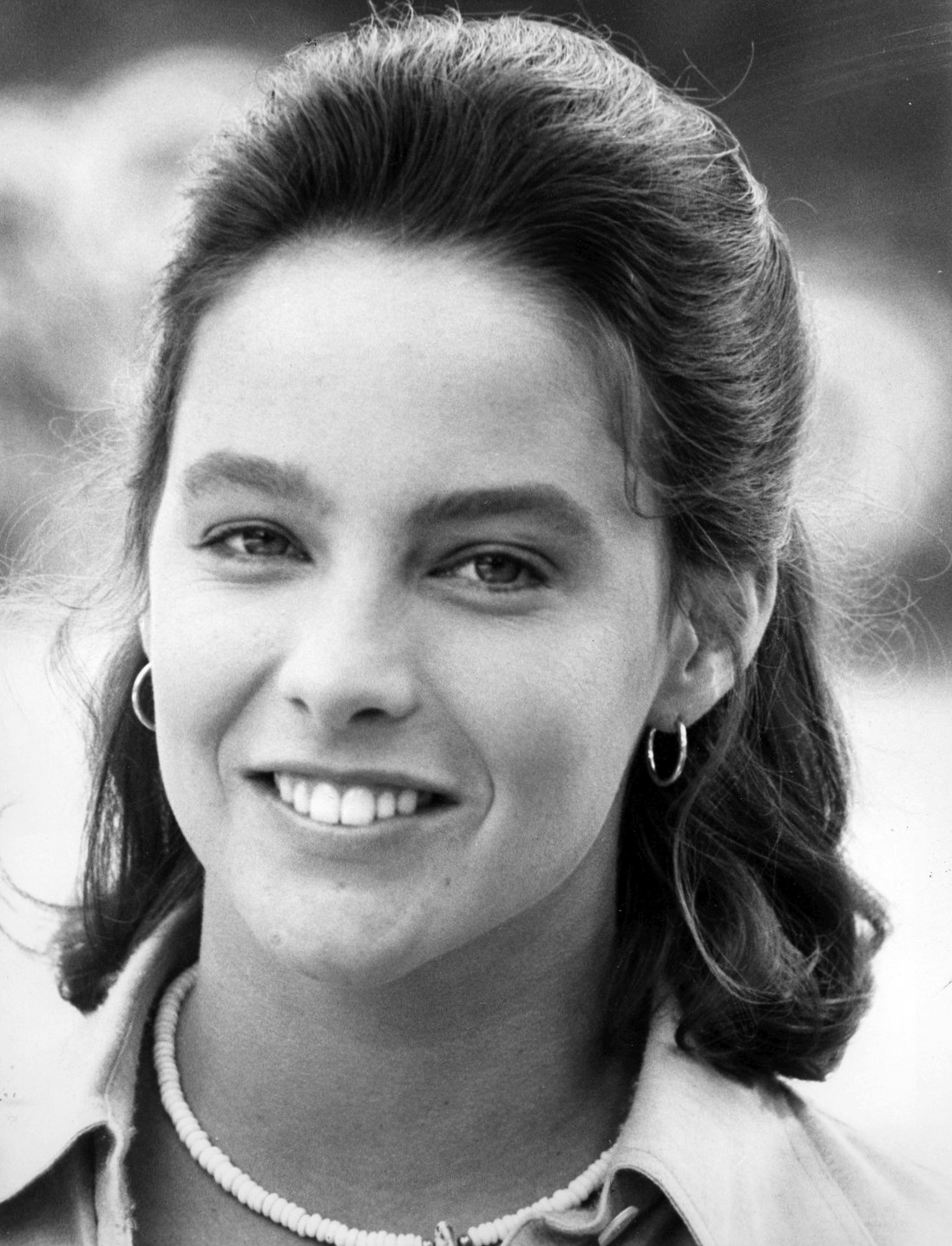
Kathleen Quinlan (* 1954)

- Quinlan, Maeve (* 1964), US-amerikanisch-irische Schauspielerin, US-amerikanische Tennisspielerin
- Quinlan, Philipp (* 1990), deutscher Eishockeyspieler
- Quinlan, Thomas F. (1896–1970), irischer Bischof
- Quinlivan, Hannah (* 1993), taiwanisch-australische Schauspielerin und Model
- Quinlivan, Maurice (* 1967), irischer Politiker

#### Quinn
- Quinn (* 1995), kanadische Fußball spielende Person
- Quinn Curtiss, Thomas (1915–2000), US-amerikanischer Film- und Theaterkritiker
- Quinn, Abby (* 1996), US-amerikanische Schauspielerin
- Quinn, Aidan (* 1959), US-amerikanischer Schauspieler
- Quinn, Aileen (* 1971), US-amerikanische Musicaldarstellerin und Filmschauspielerin
- Quinn, Alban Edward (1924–2010), kanadischer Ordensgeistlicher, Apostolischer Administrator von Sicuani
- Quinn, Alex (* 2000), britischer Rennfahrer
- Quinn, Alexander James (1932–2013), US-amerikanischer Geistlicher, Weihbischof in Cleveland
- Quinn, Andrea (* 1964), britische Dirigentin
- Quinn, Anthony (1915–2001), US-amerikanischer Filmschauspieler
- Quinn, Arthur Hobson (1875–1960), US-amerikanischer Literatur- und Theaterwissenschaftler, Edgar-Allan-Poe-Biograf
- Quinn, Bertha (1873–1951), englisch-britische Suffragette, Gewerkschafterin und Politikerin
- Quinn, Bill (1912–1994), US-amerikanischer Schauspieler
- Quinn, Chris (* 1983), US-amerikanischer Basketballspieler
- Quinn, Clark, US-amerikanischer Offizier, Generalmajor der US Air Force
- Quinn, Dan (* 1965), kanadischer Eishockeyspieler und Golfer
- Quinn, Dan (* 1970), US-amerikanischer American-Football-Trainer
- Quinn, Dan W. (1859–1938), US-amerikanischer Tenor und Komödiant
- Quinn, Daniel (1935–2018), US-amerikanischer Schriftsteller und Kritiker der modernen Zivilisation
- Quinn, Danny (* 1964), italienischer Filmschauspieler, Filmregisseur, Drehbuchautor und Filmproduzent
- Quinn, David (* 1959), britischer Vogelillustrator
- Quinn, David (* 1966), US-amerikanischer Eishockeyspieler und -trainer
- Quinn, Declan (* 1957), irisch-US-amerikanischer Kameramann
- Quinn, Deirdre (* 1970), US-amerikanische Schauspielerin
- Quinn, Ed (* 1968), US-amerikanischer SchauspielerEd Quinn (* 1968)

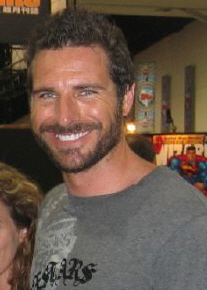
Ed Quinn (* 1968)

- Quinn, Edel Mary (1907–1944), irische Legionärin
- Quinn, Edward (1920–1997), irischer Fotograf
- Quinn, Eimear (* 1972), irische Sängerin
- Quinn, Ethan (* 2004), US-amerikanischer Tennisspieler
- Quinn, Fergal (* 2000), nordirischer Snookerspieler
- Quinn, Francesco (1963–2011), US-amerikanischer Schauspieler
- Quinn, Francis Anthony (1921–2019), US-amerikanischer katholischer Geistlicher und Altbischof von Sacramento
- Quinn, Frank (* 1946), US-amerikanischer Mathematiker
- Quinn, Freddy (* 1931), österreichischer SchlagersängerFreddy Quinn (* 1931)
- Quinn, Ged (* 1963), britischer Maler

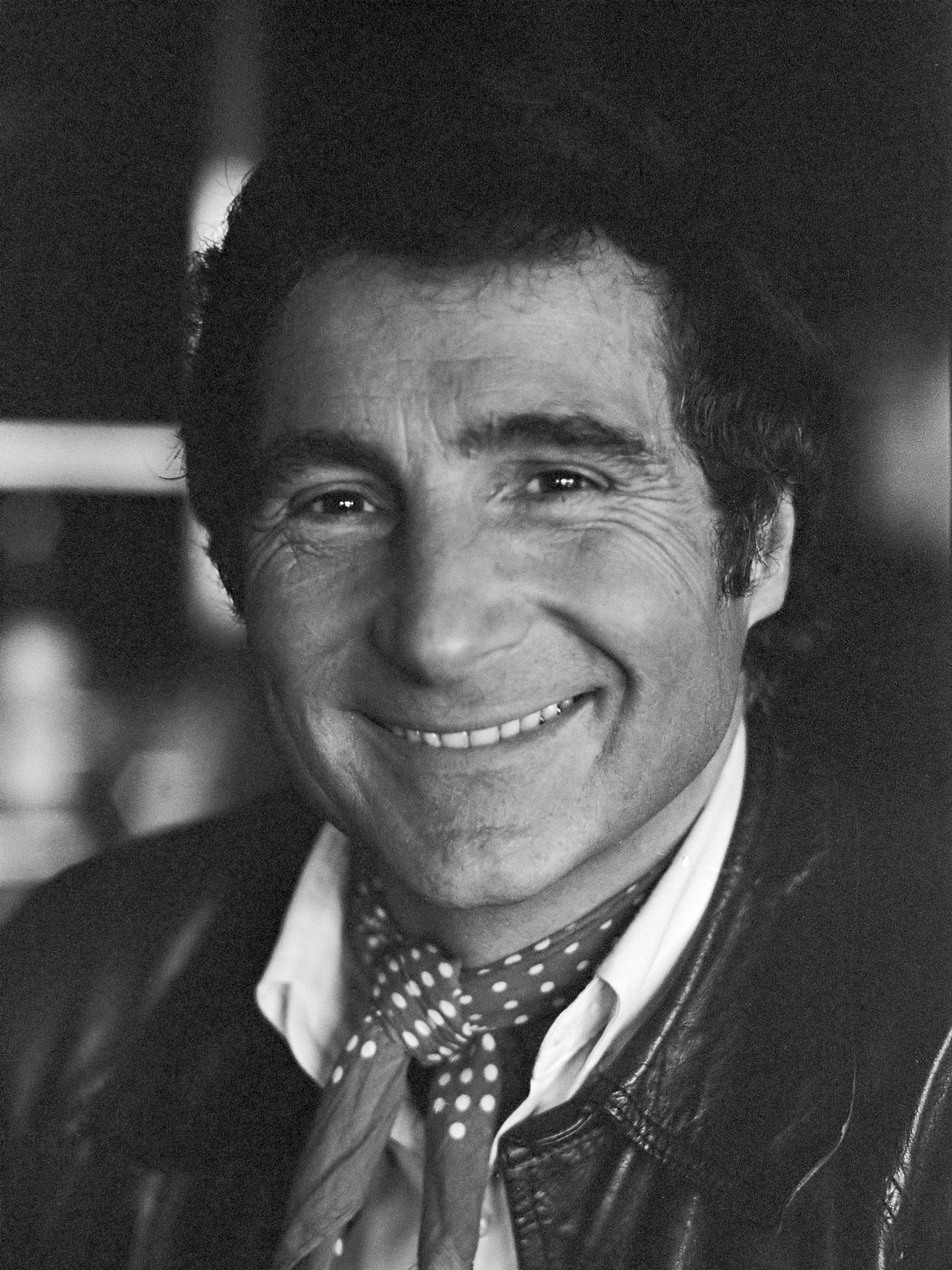
Freddy Quinn (* 1931)

- Quinn, Gerard (* 1958), irischer Jurist, Staatsratsmitglied und Menschenrechtsexperte
- Quinn, Glenn (1970–2002), irischer Schauspieler
- Quinn, Helen (* 1943), australische Physikerin
- Quinn, Isaac N. († 1865), US-amerikanischer Politiker
- Quinn, J. C. (1940–2004), US-amerikanischer Schauspieler
- Quinn, Jack (* 1951), US-amerikanischer Politiker
- Quinn, Jack (* 2001), kanadischer Eishockeyspieler
- Quinn, James (1819–1881), irisch-australischer Geistlicher und römisch-katholischer Bischof von Brisbane
- Quinn, James (1906–2004), US-amerikanischer Leichtathlet
- Quinn, James L. (1875–1960), US-amerikanischer Politiker
- Quinn, James Peter (1869–1951), australischer Porträt-, Genre- und Landschaftsmaler
- Quinn, Jennifer, US-amerikanische Mathematikerin und Hochschullehrerin
- Quinn, Jimmy (1878–1945), schottischer Fußballspieler
- Quinn, Jimmy (1947–2002), schottischer Fußballspieler
- Quinn, Jimmy (* 1959), nordirischer Fußballspieler
- Quinn, Joanna (* 1962), britische Animatorin und Werbezeichnerin
- Quinn, John (1839–1903), irisch-amerikanischer Politiker
- Quinn, John (1870–1924), Anwalt
- Quinn, John (* 1971), englischer Badmintonspieler
- Quinn, John Michael (* 1945), US-amerikanischer römisch-katholischer Geistlicher, emeritierter Bischof von Winona
- Quinn, John Raphael (1929–2017), US-amerikanischer Geistlicher, römisch-katholischer Erzbischof von San Francisco
- Quinn, Jonny (* 1972), irischer Schlagzeuger
- Quinn, Joseph (* 1994), britischer SchauspielerJoseph Quinn (* 1994)

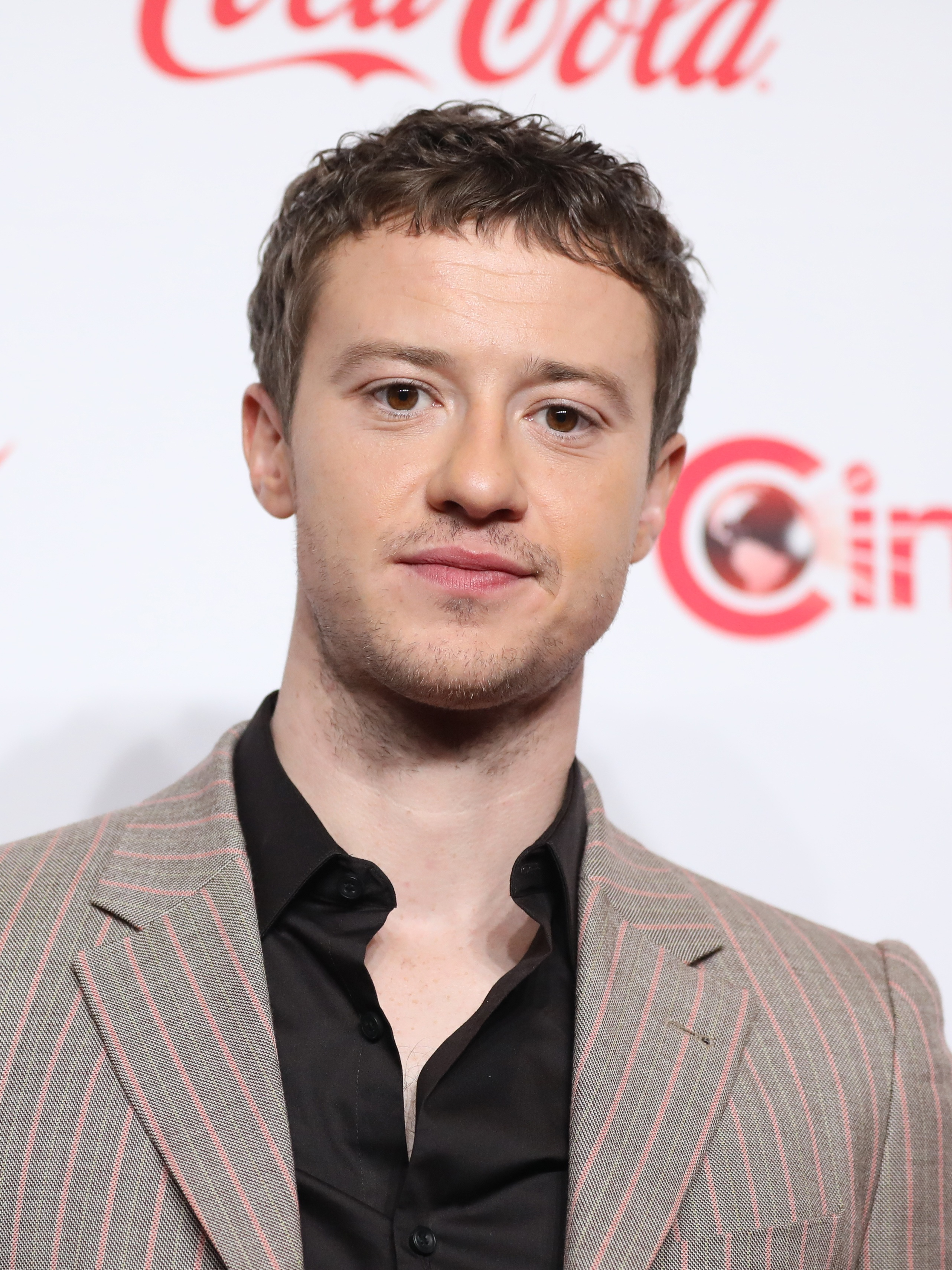
Joseph Quinn (* 1994)

- Quinn, Joseph G, US-amerikanischer Schauspieler, Filmproduzent, Filmregisseur und Drehbuchautor
- Quinn, Josephine Crawley, britische Altertumswissenschaftlerin
- Quinn, Julia (* 1970), US-amerikanische Autorin
- Quinn, Kellen, US-amerikanischer Filmproduzent
- Quinn, Kellin (* 1986), US-amerikanischer Rockmusiker
- Quinn, Kevin (* 1997), US-amerikanischer Schauspieler
- Quinn, Kimberly (* 1961), US-amerikanische Journalistin
- Quinn, Kimberly (* 1970), US-amerikanische Schauspielerin, Filmproduzentin und Drehbuchautorin
- Quinn, Louise (* 1990), irische Fußballspielerin
- Quinn, Lucy (* 1993), irisch-englische Fußballspielerin
- Quinn, Marc (* 1964), britischer Künstler
- Quinn, Martha (* 1959), US-amerikanische Schauspielerin, Hörfunkmoderatorin und Fernsehmoderatorin
- Quinn, Mathew (* 1976), südafrikanischer Sprinter
- Quinn, Matthew (1821–1885), irischer Geistlicher und römisch-katholischer Bischof von Bathurst
- Quinn, Micky (* 1962), englischer Fußballspieler
- Quinn, Molly C. (* 1993), US-amerikanische SchauspielerinMolly C. Quinn (* 1993)

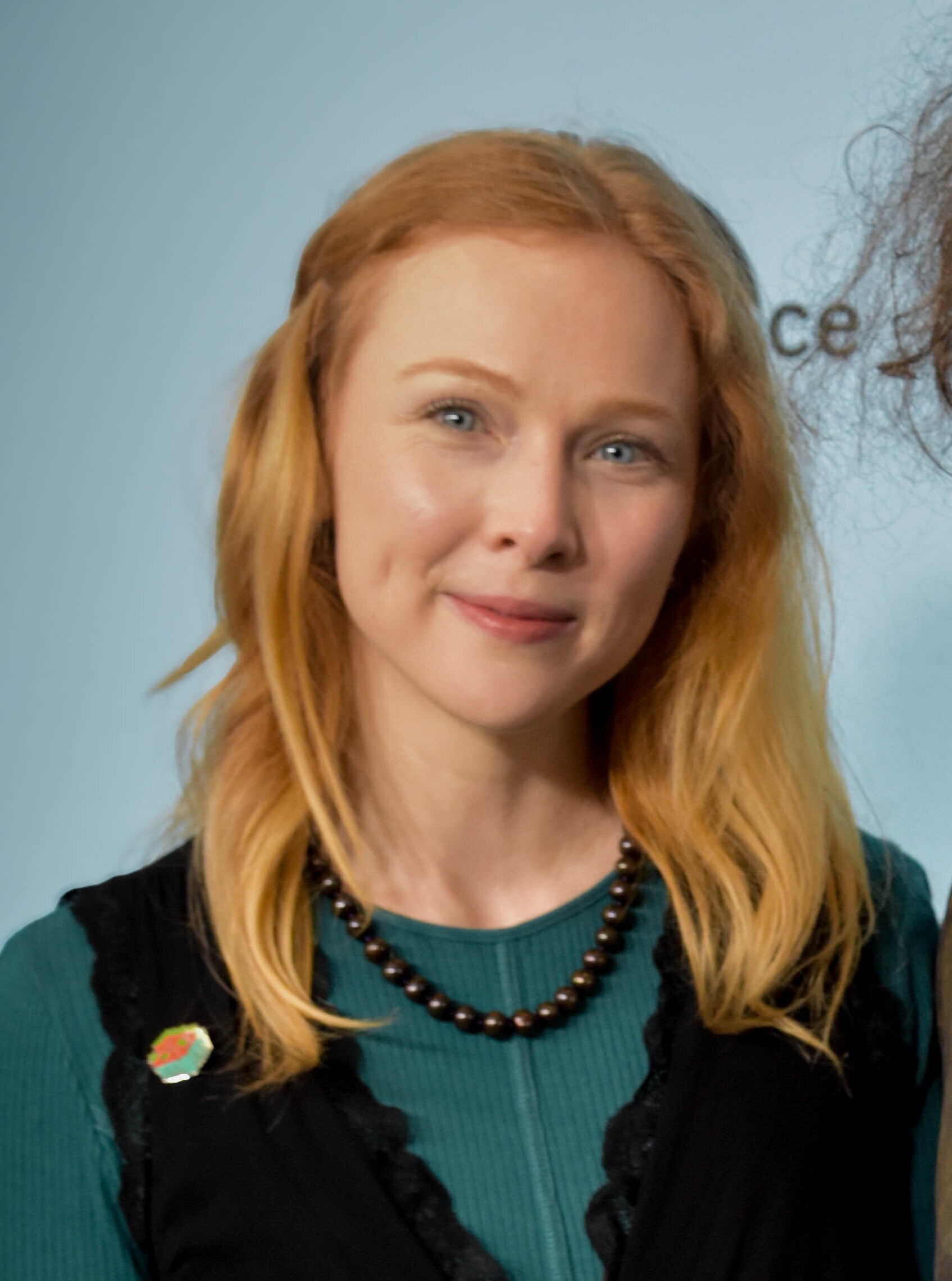
Molly C. Quinn (* 1993)

- Quinn, Niall (* 1966), irischer Fußballspieler und -trainer
- Quinn, Noel (* 1961), britischer Manager
- Quinn, Noelle (* 1985), US-amerikanische Basketballspielerin
- Quinn, Nolan (* 1986), Schweizer Jazztrompeter, Komponist und Musikproduzent
- Quinn, Oisín (* 1969), irischer Rechtsanwalt, Politiker und Richter
- Quinn, Pat (1943–2014), kanadischer Eishockeyspieler und -trainer sowie General Manager
- Quinn, Pat (* 1948), US-amerikanischer Politiker
- Quinn, Patricia (* 1937), US-amerikanische Schauspielerin
- Quinn, Patricia (* 1944), nordirische Schauspielerin und Sängerin
- Quinn, Patrick (1885–1946), irischer Kugelstoßer und Diskuswerfer
- Quinn, Patrick (* 1962), nordirisches IRA-Mitglied, Hungerstreikender
- Quinn, Patrick (1983–2020), US-amerikanischer Aktivist für Amyotrophe Lateralsklerose (ALS)
- Quinn, Peter (1928–2008), australischer Geistlicher, römisch-katholischer Bischof von Bunbury
- Quinn, Peter A. (1904–1974), US-amerikanischer Jurist und Politiker
- Quinn, Ray (* 1988), britischer Schauspieler und Sänger
- Quinn, Rebecca (* 1971), US-amerikanische Bahnradsportlerin
- Quinn, Robert (* 1970), irischer Fernsehregisseur
- Quinn, Robert (* 1990), US-amerikanischer American-Football-Spieler
- Quinn, Robert E. (1894–1975), US-amerikanischer Jurist und Politiker
- Quinn, Rocco (* 1986), schottischer Fußballspieler
- Quinn, Rodney S. (1923–2012), US-amerikanischer Soldat und Politiker
- Quinn, Ruairi (* 1946), irischer Politiker
- Quinn, Sarah (* 1998), irische Hürdenläuferin
- Quinn, Seabury (1889–1969), US-amerikanischer Genre-Schriftsteller
- Quinn, Sean (* 2000), US-amerikanischer Radrennfahrer
- Quinn, Snoozer (1906–1949), US-amerikanischer Jazz-Gitarrist des Oldtime Jazz
- Quinn, Stephen (* 1986), irischer Fußballspieler
- Quinn, Susan (* 1953), US-amerikanische Tänzerin und Choreographin, künstlerische Direktorin der SEAD Salzburg Experimental Academy of Dance
- Quinn, T. Vincent (1903–1982), US-amerikanischer Jurist und Politiker
- Quinn, Terence J. (1836–1878), US-amerikanischer Politiker
- Quinn, William F. (1919–2006), US-amerikanischer Politiker
- Quinn, William W. (1907–2000), US-amerikanischer Offizier, Generalleutnant der US Army
- Quinn, Zoë (* 1987), US-amerikanische Person, die Spiele entwickelt und schriftstellerisch tätig istZoë Quinn (* 1987)

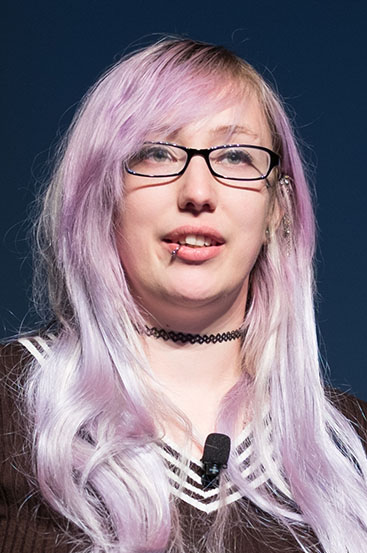
Zoë Quinn (* 1987)

- Quinn-Leandro, Jacqui (* 1965), Kommunikationsexpertin in Antigua
- Quinnell, A. J. (1940–2005), britischer Mystery- und Thrillerautor
- Quinnell, Scott (* 1972), walisischer Rugbyspieler
- Quinney, Richard (* 1934), US-amerikanischer Soziologe und Kriminologe
- Quinney, Robert (* 1976), britischer Organist und Hochschullehrer

#### Quino
- Quino (1932–2020), argentinischer Cartoon-Zeichner
- Quinodoz, Jean (1906–1977), Schweizer Jurist
- Quinon, Pierre (1962–2011), französischer Leichtathlet
- Quiñones Carrillo, Oscar (* 1941), peruanischer Schachspieler und -lehrer
- Quiñones de Benavente, Luis (1581–1651), spanischer Schriftsteller
- Quiñones de León, José María (1873–1957), spanischer Diplomat
- Quiñones Vidal, Rafael (1892–1988), puerto-ricanischer Journalist und Fernsehmoderator
- Quiñones, Aenne, deutsche Dramaturgin, Kuratorin und Theaterleiterin
- Quiñones, Ángelo (* 1998), chilenischer Fußballspieler
- Quiñones, Domingo (* 1963), puerto-ricanischer Salsamusiker, Produzent und Schauspieler
- Quiñones, Florencia (* 1986), argentinische Fußball- und Futsalspielerin
- Quiñones, Francisco de († 1540), spanischer Kardinal
- Quiñones, Francisco de, spanischer Soldat, Interimsgouverneur von Chile
- Quiñones, John (* 1952), US-amerikanischer Moderator und Producer des Senders ABC
- Quiñones, José Abelardo (1914–1941), peruanischer Pilot
- Quiñones, Juan (1899–1970), chilenischer Fußballspieler
- Quiñones, Lee (* 1960), puerto-ricanisch-US-amerikanischer Graffiti- und Hip-Hop-Künstler
- Quiñones, Líber (* 1985), uruguayischer Fußballspieler
- Quiñones, Luis Enrique (* 1991), kolumbianischer Fußballspieler
- Quiñones, Tulio, costa-ricanisch-peruanischer Fußballspieler
- Quiñónez Molina, Alfonso (1874–1950), salvadorianischer Politiker und dreimal Präsident von El Salvador
- Quiñónez, Álex (1989–2021), ecuadorianischer Leichtathlet
- Quiñónez, Jackson (* 1980), ecuadorianisch-spanischer Hürdenläufer
- Quiñónez, Severino (* 1780), Gouverneur der Provinz Comayagua in Honduras
- Quiñónez, Zulma (* 1986), paraguayische Fußballschiedsrichterin

#### Quinq
- Quinque, Rolf (* 1927), deutscher Trompeter
- Quinque, Venio Piero (* 1969), deutscher Bundesbeamter, Jurist, Kommunikationswissenschaftler und Verwaltungsmanager
- Quinquela Martín, Benito (1890–1977), argentinischer Maler

#### Quint
- Quint, Deron (* 1976), US-amerikanischer Eishockeyspieler
- Quint, Jean-François, französischer Mathematiker
- Quint, Johannes (* 1963), deutscher Musikwissenschaftler, Komponist
- Quint, Josef (1898–1976), deutscher Mediävist, Herausgeber der deutschen Schriften Meister Eckharts
- Quint, Michel (* 1949), französischer Schriftsteller
- Quint, Misha, russischer Cellist
- Quint, Rena (* 1935), polnisch-amerikanisch-israelische Holocaustüberlebende
- Quintais, Luis (* 1968), portugiesischer Anthropologe und Lyriker
- Quintal de Gouveia, Maurílio Jorge (1932–2019), portugiesischer Geistlicher und römisch-katholischer Erzbischof von Évora
- Quintal, Jason (* 1987), australischer Badmintonspieler
- Quintal, Matthew (1766–1799), britischer Seemann
- Quintal, Michelle (* 1940), kanadische Organistin und Musikpädagogin
- Quintal, Stéphane (* 1968), kanadischer Eishockeyspieler und -funktionär
- Quintana Achával, Enrique (1917–2013), argentinischer Diplomat
- Quintana Achával, Federico (1910–2000), argentinischer Diplomat
- Quintana Arias, Pedro (* 1989), spanischer Biathlet
- Quintana Bravo, Alfredo (1988–2021), kubanisch-portugiesischer Handballspieler
- Quintana Jorquera, Gaspar (* 1936), chilenischer Geistlicher und emeritierter römisch-katholischer Bischof von Copiapó
- Quintana Martínez, Julio (* 1962), kubanischer Boxer
- Quintana Quezada, Víctor Melchor (* 1969), mexikanischer römisch-katholischer Geistlicher, Bischof von Nuevo Casas Grandes
- Quintana Roo, Andrés (1787–1851), mexikanischer Politiker, Autor
- Quintana, Alejandro (* 1951), chilenischer Schauspieler und Regisseur
- Quintana, Alfonsín (1923–2018), kubanischer Sänger
- Quintana, Ana Rosa (* 1956), spanische Journalistin und Fernsehmoderatorin
- Quintana, Anna Catharina de († 1755), niederländische Schauspielerin und Theaterregisseurin
- Quintana, Carlos (* 1976), puerto-ricanischer Boxer
- Quintana, Ceferino (1894–1977), US-amerikanischer Politiker
- Quintana, Dario Rubén (* 1971), argentinischer Geistlicher, römisch-katholischer Prälat von Cafayate
- Quintana, Dayer (* 1992), kolumbianischer Radsportler
- Quintana, Harry, deutscher Rapper
- Quintana, Horacio (1920–2007), argentinischer Tangosänger und -komponist
- Quintana, Ignacio (* 1988), mexikanischer Fußballtrainer
- Quintana, Julio (1904–1981), peruanischer Fußballspieler
- Quintana, Luis (* 1988), deutscher Schauspieler
- Quintana, Manuel José (1772–1857), spanischer Dichter
- Quintana, Mapi (* 1980), spanische Jazz- und Weltmusikerin (Gesang, Komposition)
- Quintana, Maria (* 1966), US-amerikanische Freestyle-Skisportlerin
- Quintana, Mario (1906–1994), brasilianischer Lyriker, Schriftsteller, Übersetzer und Journalist
- Quintana, Mathías (* 1991), uruguayischer Fußballspieler
- Quintana, Nairo (* 1990), kolumbianischer RadrennfahrerNairo Quintana (* 1990)

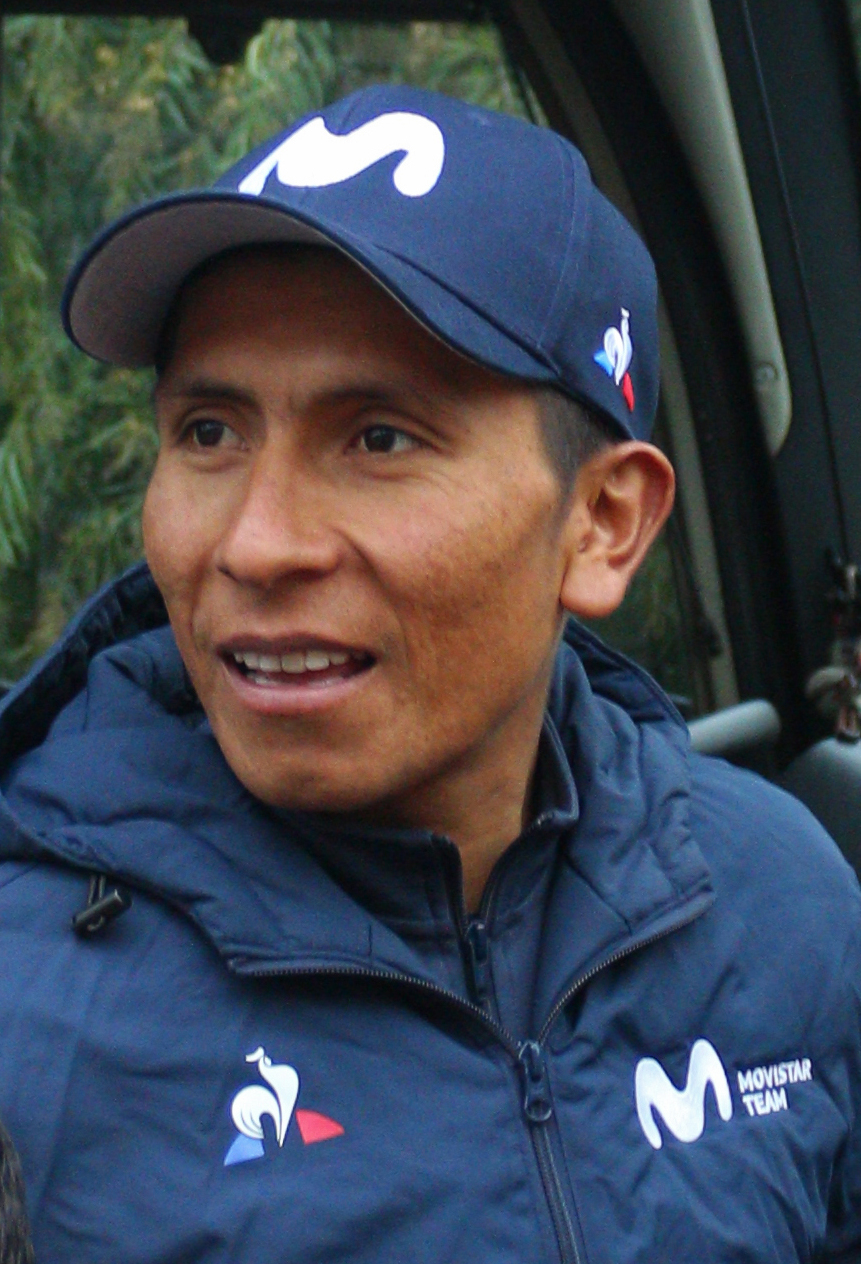
Nairo Quintana (* 1990)

- Quintana, Orestes (1880–1909), spanischer Ruderer, Fußballspieler und -schiedsrichter
- Quintana, Paula (1965–2023), chilenische Soziologin und Politikerin
- Quintana, Pilar (* 1972), kolumbianische Schriftstellerin
- Quintana, Ramiro (* 1994), uruguayischer Fußballspieler
- Quintana, Ramón de la (* 1774), Franziskanerpater und Pädagoge
- Quintana, Rosita (1925–2021), argentinische Schauspielerin
- Quintana, Viviana (* 1996), puerto-ricanische Stabhochspringerin
- Quintana, Yandro (* 1980), kubanischer Ringer
- Quintana, Yeferson (* 1996), uruguayischer Fußballspieler
- Quintanal, Irache (* 1978), spanische Kugelstoßerin und Diskuswerferin
- Quintanal, María (* 1969), spanisch-dominikanische Sportschützin
- Quintanar, Florentino (* 1934), mexikanischer Fußballspieler
- Quintanar, Héctor (1936–2013), mexikanischer Komponist und Dirigent
- Quintanilha, Alexandre (* 1945), portugiesischer Wissenschaftler, Politiker und LGBT-Aktivist
- Quintanilha, Maria Carlota (1923–2015), portugiesische Architektin
- Quintanilha, Regina (1893–1967), portugiesische Anwältin und Frauenrechtlerin
- Quintanilla del Valle, Luis (1900–1980), mexikanischer Botschafter
- Quintanilla Pereira, Roberto (1928–1971), bolivianischer Geheimdienstoffizier
- Quintanilla Quiroga, Carlos (1888–1964), bolivianischer General und Präsident
- Quintanilla, A. B. (* 1963), amerikanischer Musikproduzent, Songwriter und Musiker mexikanischer AbstammungA. B. Quintanilla (* 1963)

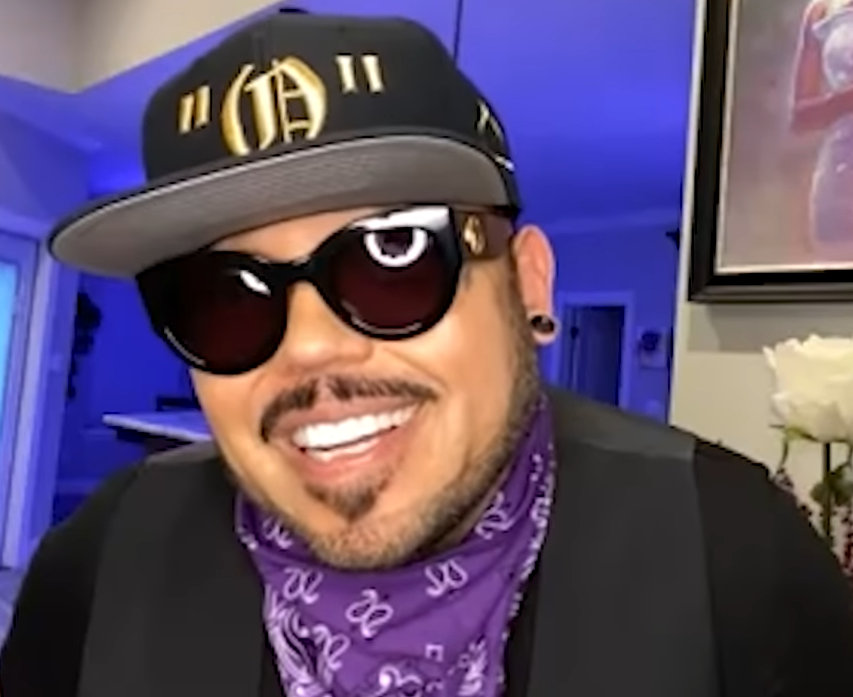
A. B. Quintanilla (* 1963)

- Quintanilla, Alba (* 1944), venezolanische Komponistin
- Quintanilla, Armando (* 1968), mexikanischer Langstreckenläufer
- Quintanilla, Eduardo (* 1948), chilenischer Fußballspieler
- Quintanilla, Isabel (1938–2017), spanische Malerin und Zeichnerin
- Quintanilla, José (1947–1977), salvadorianischer Fußballspieler
- Quintanilla, Roberto (* 1947), mexikanischer Unternehmer und Autorennfahrer
- Quintano, Alberto (* 1946), chilenischer Fußballspieler
- Quintano, Gene (* 1946), US-amerikanischer Drehbuchautor, Filmregisseur, Schauspieler und Filmproduzent
- Quintans, Ivan (* 1989), liechtensteinisch-spanischer Fußballspieler
- Quintão, Bernardo (* 1950), osttimoresischer Unabhängigkeitskämpfer und Politiker
- Quintão, Julião (* 1950), osttimoresischer Unabhängigkeitsaktivist
- Quintarelli, Ronnie (* 1979), italienischer Rennfahrer
- Quintas, Benedito Dias (* 1960), osttimoresischer Soldat
- Quintas, Fátima (* 1944), brasilianische Anthropologin
- Quintas, Manuel (* 1949), portugiesischer Ordensgeistlicher und Bischof von Faro
- Quintas, Veríssimo Dias (1935–1999), osttimoresischer Adliger, Liurai von Lospalos und Freiheitskämpfer
- Quintavalla, Fausta (* 1959), italienische Leichtathletin
- Quintavalle, Armando Ottaviano (1894–1967), italienischer Kunsthistoriker
- Quintavalle, Giulia (* 1983), italienische Judoka
- Quinte, Lothar (1923–2000), deutscher Maler der Avantgarde
- Quinte, Mirjam (* 1952), deutsche Filmproduzentin, Regisseurin und Drehbuchautorin
- Quinteiro Fiuza, Luis (* 1947), spanischer Geistlicher, emeritierter römisch-katholischer Bischof von Tui-Vigo
- Quinten, Nathalie (* 1986), deutsche Fußballspielerin
- Quinten, Sandra (* 1970), deutsche Politikerin (SPD), MdL
- Quintenbach, Karl von Pidoll zu (1847–1901), Kunstmaler und Schüler von Hans von Marées
- Quintens, Werner (1937–2005), belgischer Priester
- Quintenz, Eduard (1853–1935), württembergischer Oberamtmann
- Quintenz, Eduard (1888–1977), deutscher Politiker (DNVP, NSDAP)
- Quinter, Franco (* 1966), Schweizer Unternehmer und Politiker
- Quintero Arce, Carlos (1920–2016), mexikanischer Geistlicher, römisch-katholischer Erzbischof von Hermosillo
- Quintero Chacón, Jorge Anibal (* 1956), venezolanischer Geistlicher, Bischof von Barcelona
- Quintero Díaz, José de Jesús (* 1949), kolumbianischer Priester, Apostolischer Vikar von Leticia
- Quintero Gómez, Carlos Arturo (* 1967), kolumbianischer Geistlicher und römisch-katholischer Bischof von Armenia
- Quintero Malfaz, María Evangelista (1591–1648), spanische Zisterzienserin und Mystikerin
- Quintero Parra, José (1902–1984), venezolanischer Geistlicher, Erzbischof von Caracas und Kardinal
- Quintero, Alberto (* 1987), panamaischer Fußballspieler
- Quintero, Aldrith (* 2002), panamaische Fußballspielerin
- Quintero, Antonio (* 1962), kubanischer Radrennfahrer
- Quintero, Carlos (* 1986), kolumbianischer Radrennfahrer
- Quintero, Damián (* 1984), spanischer Karateka
- Quintero, Daniel (* 1949), spanischer Maler
- Quintero, Dany (* 1984), kubanischer Fußballtorhüter
- Quintero, Ginger (* 1997), ecuadorianische Kugelstoßerin
- Quintero, Íñigo (* 2001), spanischer Sänger
- Quintero, Ioamnet (* 1972), kubanische Leichtathletin
- Quintero, Johanny (* 1992), venezolanische Badmintonspielerin
- Quintero, Juan (* 1993), kolumbianischer Fußballspieler
- Quintero, Kevin (* 1998), kolumbianischer Bahnradsportler
- Quintero, Lisban (* 1982), kolumbianischer Straßenradrennfahrer
- Quintero, Luisito (* 1967), venezolanischer Perkussionist
- Quintero, Marcos (* 1973), mexikanischer Fußballschiedsrichterassistent
- Quintero, Michael (* 1980), kolumbianischer Tennisspieler
- Quintero, Nicolás (* 2006), argentinischer Skirennläufer
- Quinteros, Gustavo (* 1965), chilenischer Fußballspieler
- Quinteros, Luis Ignacio (* 1979), chilenischer Fußballspieler
- Quinteros, María Elisa (* 1981), chilenische Ärztin und Politikerin
- Quinteros, Miguel (* 1947), argentinischer Schachgroßmeister
- Quinti, Aldo (1904–1964), italienischer Filmschaffender
- Quintieri, Damiano (* 1990), italienischer Fußballspieler
- Quintilian, römischer Redelehrer und Prinzenerzieher am Kaiserhof Domitians
- Quintilio, Kevin (* 1973), kanadischer Biathlet
- Quintilius Condianus, Sextus, römischer Konsul 151
- Quintilius Condianus, Sextus († 182), römischer Konsul 180
- Quintilius Maximus, Sextus († 182), römischer Konsul 172
- Quintilius Valerius Maximus, Sextus, römischer Konsul
- Quintillà, Jordi (* 1993), spanischer FußballspielerJordi Quintillà (* 1993)

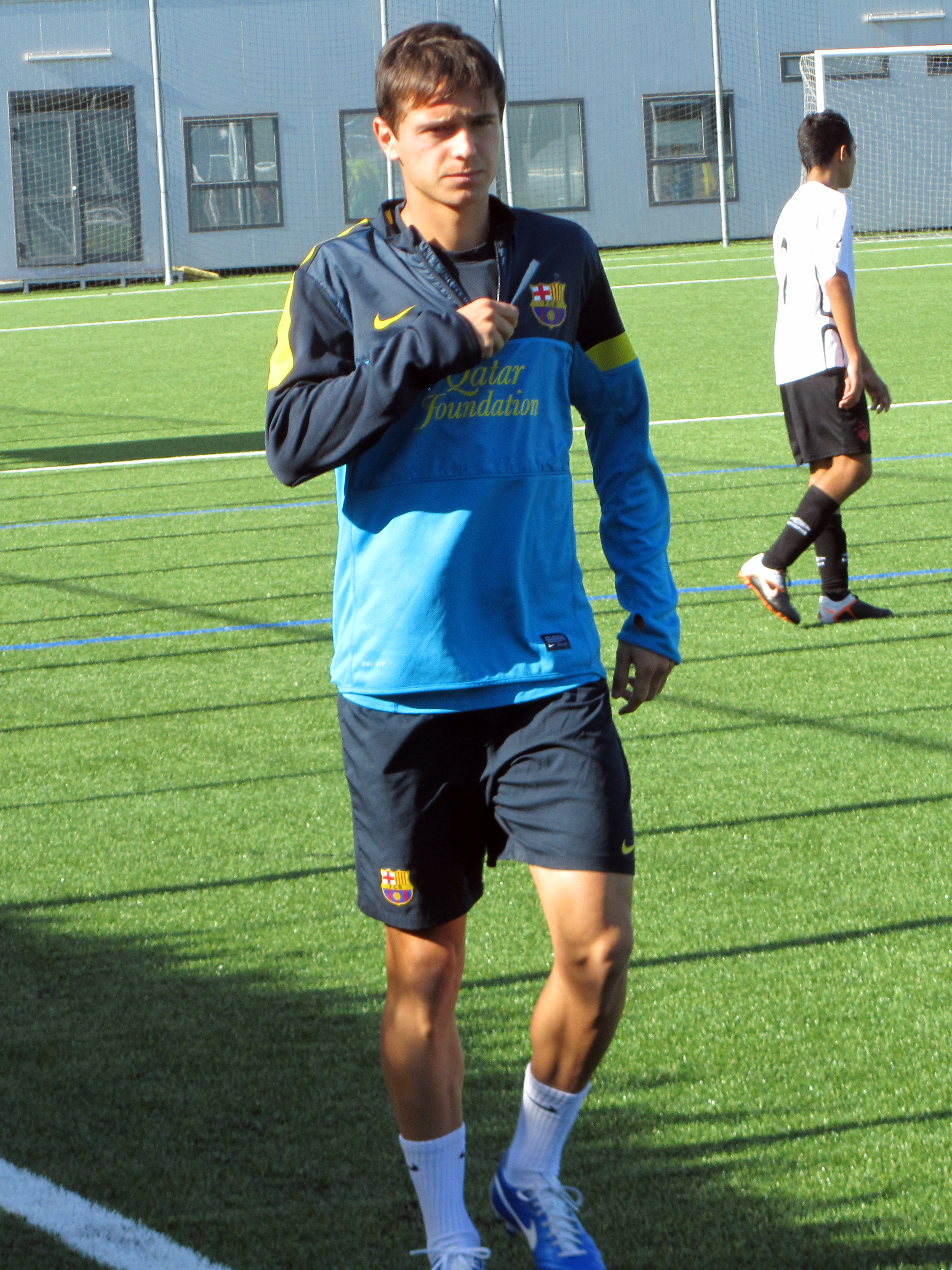
Jordi Quintillà (* 1993)

- Quintillà, Xavi (* 1996), spanischer Fußballspieler
- Quintillus († 270), römischer Kaiser
- Quintin, Bernard (* 1971), belgischer Politiker und Diplomat
- Quintin, Éric (* 1967), französischer Handballspieler und -trainer
- Quintin, J. F. (* 1969), kanadischer Eishockeyspieler
- Quintin, Léna (* 1998), französische Skilangläuferin
- Quintinius Primanus, römischer Soldat
- Quintino, Sofia (1879–1964), portugiesische Ärztin, Frauenrechtlerin, Pazifistin und republikanische Aktivistin
- Quintinus, Heiliger
- Quintius Atticus, Gaius, römischer Suffektkonsul 69
- Quintius Laberius Tutor Sabinianus, Gaius, römischer Offizier (Kaiserzeit)
- Quintius Severus, Gaius, römischer Offizier (Kaiserzeit)
- Quinto, Felice (1929–2010), italienischer Fotograf und Paparazzo
- Quinto, Zachary (* 1977), US-amerikanischer Schauspieler, Synchronsprecher und FilmproduzentZachary Quinto (* 1977)

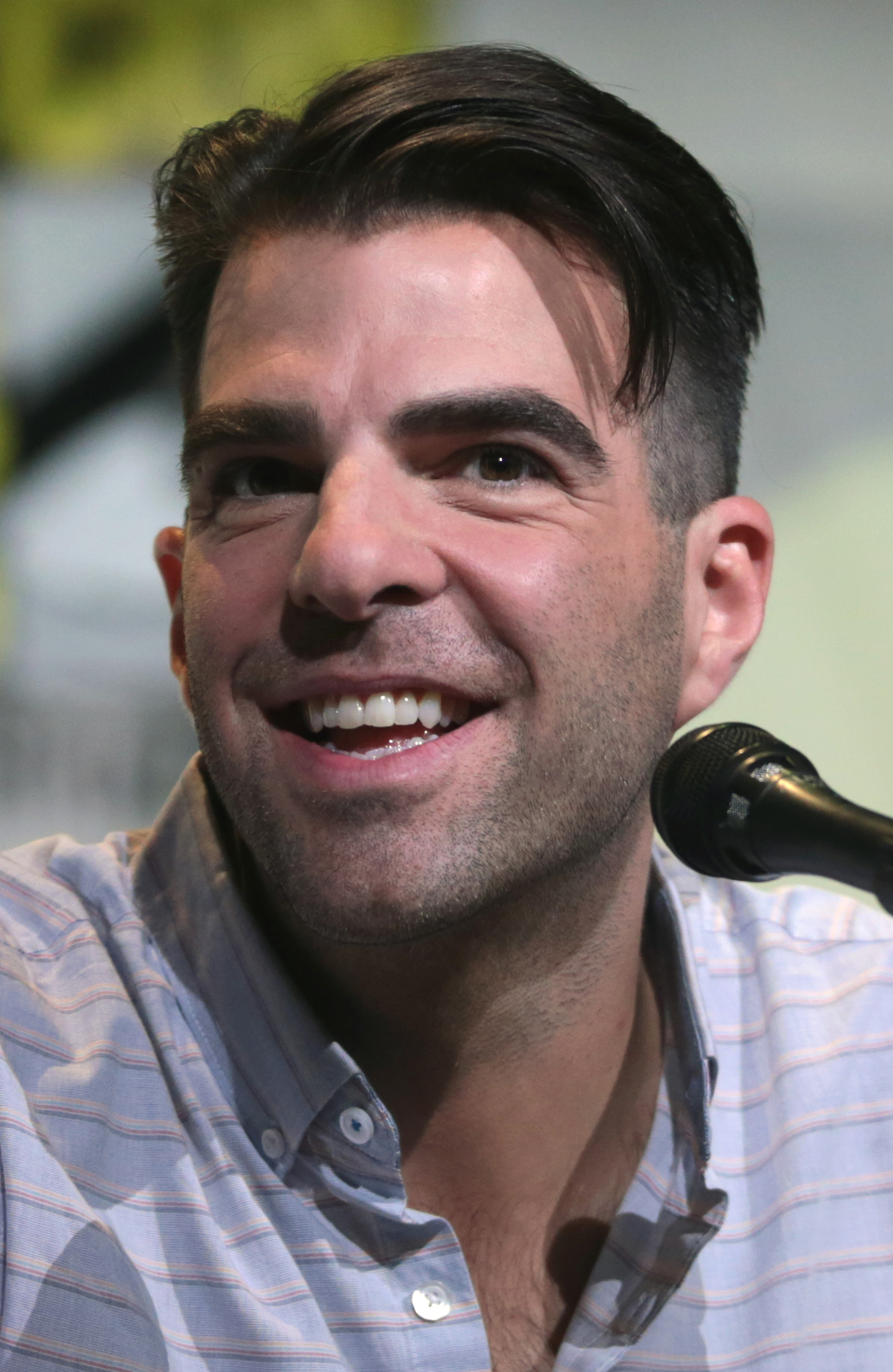
Zachary Quinto (* 1977)

- Quinton, Anthony, Baron Quinton (1925–2010), britischer Philosoph, Politiker und Life Peer
- Quinton, Carole (* 1936), britische Leichtathletin und Olympionikin
- Quinton, Cornelia Bentley Sage († 1936), US-amerikanische Malerin und Museumsleiterin
- Quinton, Everett (1951–2023), US-amerikanischer Theater-, Fernseh- und Filmschauspieler, Regisseur, Dramatiker und Drehbuchautor
- Quintón, José Ignacio (1881–1925), puerto-ricanischer Komponist und Pianist
- Quinton, Pieter (* 1998), US-amerikanischer Ruderer
- Quinton, Sophie (* 1976), französische Schauspielerin
- Quinton, Victor-Charles (1866–1924), französischer römisch-katholischer Ordensgeistlicher und Apostolischer Vikar von West-Cochin
- Quintric, Henri (1897–1955), französischer Geher
- Quintscher, Friedrich Wilhelm (1883–1945), deutscher Okkultist, Ordensgründer und Schriftsteller
- Quintus, römischer Architekt
- Quintus Clodius Hermogenianus Olybrius, spätantiker römischer Politiker und Konsul (379)
- Quintus Didius, römischer Statthalter Syriens
- Quintus von Smyrna, griechischer Epiker
- Quintus, Walter (1949–2017), deutscher Musiker, Komponist, Tonmeister und Musikproduzent
- Quintus-Icilius, Gustav von (1824–1885), deutscher Physiker
- Quintus-Icilius, Heinrich von (1798–1861), deutscher Verwaltungsjurist und PolitikerHeinrich von Quintus-Icilius (1798–1861)

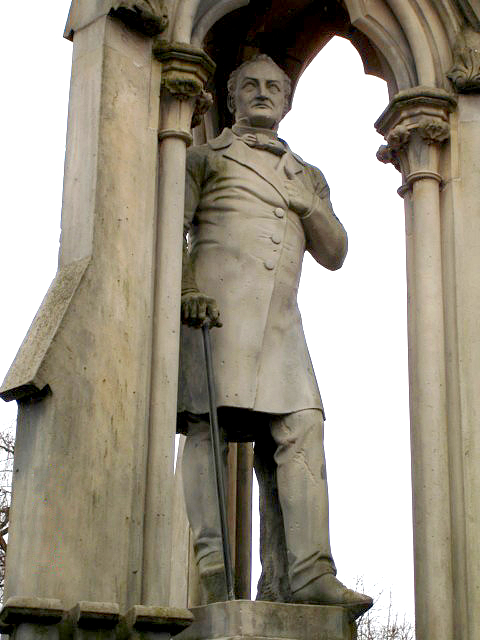
Heinrich von Quintus-Icilius (1798–1861)

- Quintyn, Gérard (* 1947), französischer Bahnradsportler

#### Quinv
- Quinville, Robin (* 1956), US-amerikanische Diplomatin

#### Quinz
- Quinzani, Stephana (1457–1530), Terziarin des Dominikanerordens
- Quinzi, Gianluigi (* 1996), italienischer Tennisspieler
- Quinziani, Lucrezio, italienischer Komponist der Renaissance
- Quinziato, Manuel (* 1979), italienischer Radrennfahrer

### Quio
- Quio, deutsche Rapperin und Musikerin
- Quiot du Passage, Joachim-Jérôme (1775–1849), französischer General

### Quip
- Quipo, Carlos (* 1990), ecuadorianischer Boxer

### Quiq
- Quiquampoix, Jean (* 1995), französischer Sportschütze
- Quiquerez, Edouard (1835–1888), Schweizer Ingenieur und Fotograf
- Quiquerez, Mathieu (* 1990), Schweizer E-Sportler

### Quir
- Quirante, José (1884–1964), spanischer Fußballspieler und -trainer
- Quirarte, Fausto († 1986), mexikanischer Fußballtorhüter
- Quirarte, Fernando (* 1956), mexikanischer Fußballspieler
- Quirchmayr-Katerl, Franz (1913–2000), österreichischer Landwirt und Politiker
- Quiret de Margency, Adrien (* 1727), französischer Militär, Literat und Enzyklopädist
- Quirici, Elena (* 1994), schweizerische KaratekaElena Quirici (* 1994)
- Quiricus, Märtyrer, Heiliger

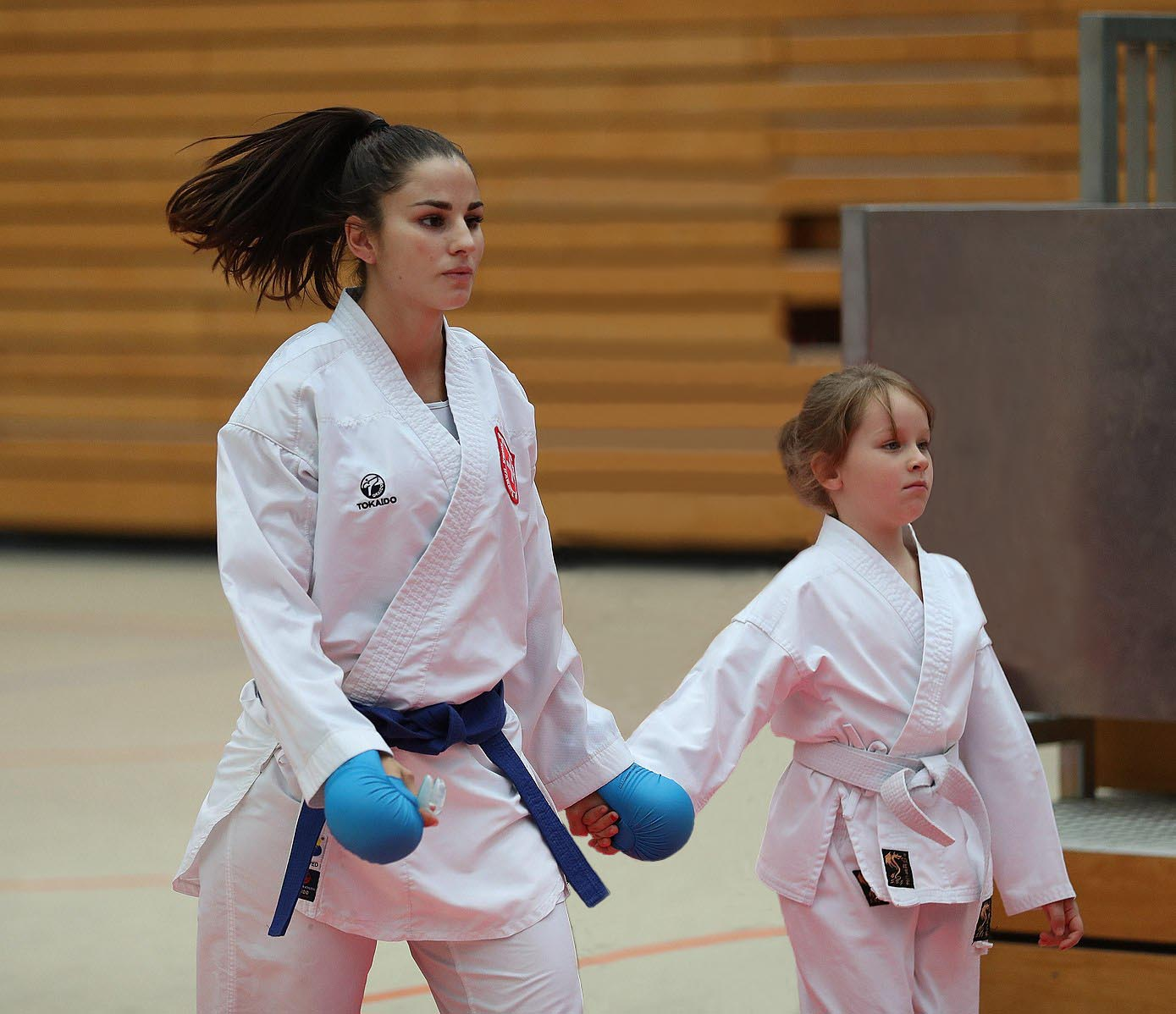
Elena Quirici (* 1994)

- Quirin, Heinz (1913–2000), deutscher Historiker
- Quirin, Johannes (* 1976), deutscher Autor, Podcast-Moderator und Unternehmer
- Quirin, Michael (1840–1901), französisch-deutscher Gutsbesitzer, Bürgermeister und Politiker, MdR
- Quirin, Otto (1927–2022), deutscher Maler und Pädagoge
- Quirin, Paul (* 1934), deutscher Politiker (SPD), MdL Saarland
- Quirin, Richard (1908–1942), deutscher Geheimagent
- Quiring, Christopher (* 1990), deutscher Fußballspieler
- Quiring, Emmanuel (1888–1937), sowjetischer Politiker deutscher Herkunft
- Quiring, Franz (1892–1957), deutscher Diplomat
- Quiring, Heinrich (1885–1964), deutscher Geologe
- Quiring, Manfred (* 1948), deutscher Journalist, Sachbuchautor und Eishockeyspieler
- Quiring, Oliver (* 1969), deutscher Kommunikationswissenschaftler
- Quiring, Philipp (* 1988), deutscher Moderator, Regisseur, Producer und Drehbuchautor im Bereich Musikjournalismus
- Quiring, Walter (1898–1977), deutscher Theologe und Leiter eines Predigerseminars
- Quirini, Angelo Maria (1680–1755), Benediktiner und Kardinal
- Quirini, Cosima Bellersen (* 1960), deutsche Sach-, Kinderbuch- und Krimiautorin
- Quirini, Giacomo de, Kurfürstlich Braunschweig-Lüneburgischer Oberst, Bauverwaltungsbeamter und Leiter des landesherrlichen Bauwesens
- Quirini, Helmut (1912–1992), deutscher Jurist
- Quirini, Klaus (1941–2023), deutscher Sachverständiger für Musikrecht und DJ
- Quirinius, Publius Sulpicius († 21), römischer Senator und Statthalter der Provinz Syria
- Quirino, Elpidio (1890–1956), philippinischer Präsident
- Quirino, Javier (* 1986), uruguayischer Fußballspieler
- Quirino, José (* 1968), mexikanischer Boxer
- Quirinus von Neuss, römischer Märtyrer und TribunQuirinus von Neuss

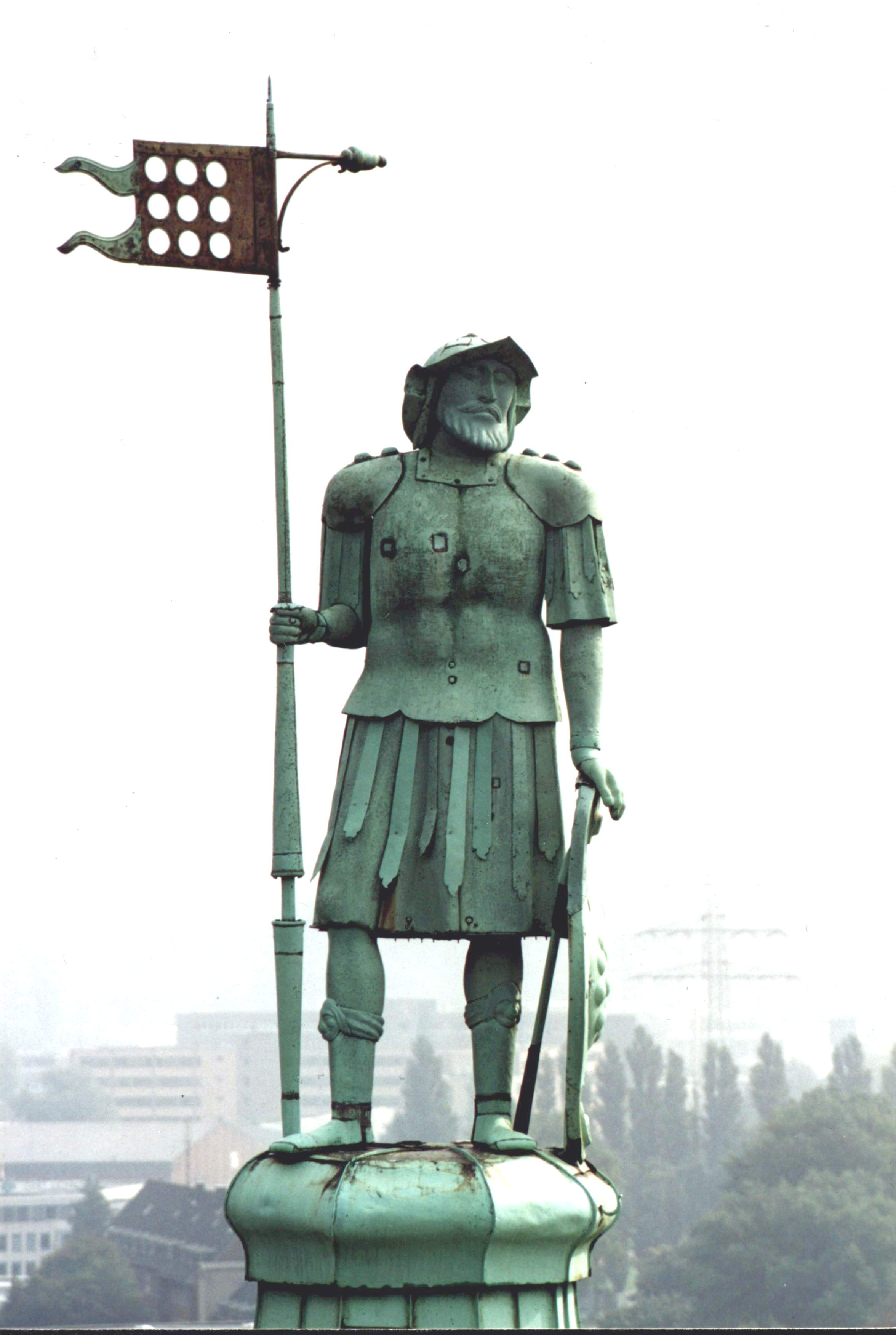
Quirinus von Neuss

- Quirinus von Siscia, katholischer Bischof, Heiliger und Märtyrer
- Quirinus von Tegernsee († 269), Heiliger
- Quirk, Amelia (* 1999), britische Leichtathletin
- Quirk, Cory (* 1986), US-amerikanischer Eishockeyspieler
- Quirk, Lawrence J. (1923–2014), US-amerikanischer Schriftsteller, Journalist und Filmhistoriker
- Quirk, Randolph, Baron Quirk (1920–2017), britischer Linguist
- Quirk, Robert E. (1918–2009), amerikanischer Historiker
- Quirk, Wendy (* 1959), kanadische Schwimmerin
- Quirke, Pauline (* 1959), britische Schauspielerin
- Quirke, Terence Thomas (1886–1947), US-amerikanischer Geologe
- Quiroa, Marco Augusto (1937–2004), guatemaltekischer Maler und Schriftsteller
- Quiroga Chinchilla, José Antonio (1898–1968), bolivianischer Politiker
- Quiroga Gómez, Germán (* 1951), bolivianischer Politiker
- Quiroga López de Ulloa, Rodrigo de (1512–1580), spanischer Konquistador und Gouverneur Chiles
- Quiroga Losada, Manuel (1892–1961), spanischer Violinist und Komponist
- Quiroga Ramírez, Jorge (* 1960), bolivianischer rechtsliberaler PolitikerJorge Quiroga Ramírez (* 1960)

Jorge Quiroga Ramírez (* 1960)

- Quiroga Santa Cruz, Marcelo (1931–1980), bolivianischer Politiker
- Quiroga y Palacios, Fernando (1900–1971), spanischer Bischof und Kardinal
- Quiroga, Facundo (* 1978), argentinischer Fußballspieler
- Quiroga, Horacio (1878–1937), uruguayischer SchriftstellerHoracio Quiroga (1878–1937)

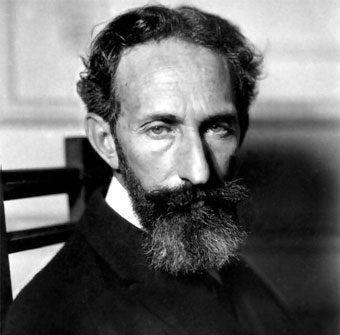
Horacio Quiroga (1878–1937)

- Quiroga, Juan (* 1973), chilenischer Fußballspieler
- Quiroga, Juan Facundo (1788–1835), argentinischer Caudillo
- Quiroga, Julietta (* 1988), argentinische Skirennläuferin
- Quiroga, Mauro (* 1989), argentinischer Fußballspieler
- Quiroga, Ramón (* 1997), argentinischer Boxer
- Quiroga, Robert (1969–2004), US-amerikanischer Boxer
- Quiroga, Roberto (1911–1965), argentinischer Tangosänger und Gitarrist
- Quiroga, Rodrigo (* 1987), argentinischer Volleyballspieler
- Quiroga, Rosita (1896–1984), argentinische Tangosängerin, -dichterin und -komponistin
- Quiroga, Vasco de († 1565), erster Bischof von Michoacán
- Quirós García, Álvaro (* 1983), spanischer Golfer
- Quirós Quirós, José Rafael (* 1955), römisch-katholischer Erzbischof von San José de Costa Rica
- Quirós Quirós, Mario Enrique (* 1967), costa-ricanischer Geistlicher, römisch-katholischer Bischof von Cartago
- Quirós Segura, Juan Bautista (1853–1934), costa-ricanischer Politiker
- Quirós, Aarón (* 2001), argentinischer Fußballspieler
- Quirós, Daniel Oduber (1921–1991), costa-ricanischer Politiker und Präsident (1974–1978)
- Quirós, Fabricio, costa-ricanischer Straßenradrennfahrer
- Quirós, Manuel Joseph de († 1765), guatemaltekischer Komponist und Kapellmeister
- Quirós, Pedro Fernández de (1565–1614), portugiesischer Seefahrer und EntdeckerPedro Fernández de Quirós (1565–1614)

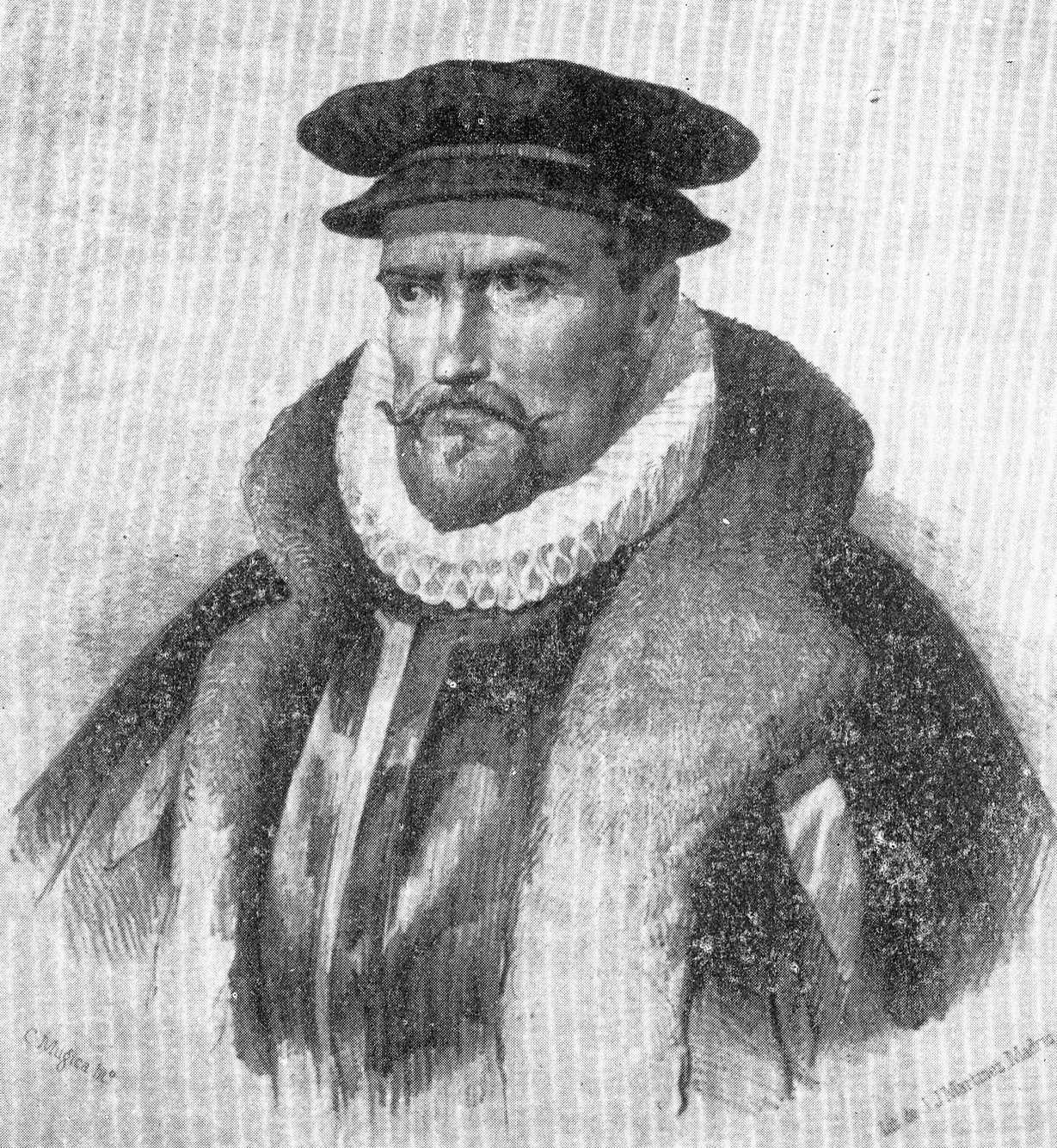
Pedro Fernández de Quirós (1565–1614)

- Quirot, Ana Fidelia (* 1963), kubanische Mittelstreckenläuferin
- Quirot, Romain (* 1985), französischer Filmregisseur, Buch- und Drehbuchautor
- Quiroz, Alejandro (1920–2022), mexikanischer Moderner Fünfkämpfer
- Quiroz, Francisco (1957–1993), dominikanischer Boxer im Halbfliegengewicht
- Quiroz, José Félix (1811–1883), Supremo Director von El Salvador
- Quiroz, Roberto (* 1992), ecuadorianischer Tennisspieler
- Quiroz, Waldo (* 1949), chilenischer Fußballspieler
- Quirre, Ludolf († 1463), römisch-katholischer Kleriker und Jurist
- Quirsfeld, Johann (1642–1686), deutscher evangelischer Theologe und Kantor

### Quis
- Quis, Johanna Maria (* 1959), deutsche Politikerin (Bündnis 90/Die Grünen), MdL
- Quisbert, Alejandra (* 1992), bolivianische Fußballschiedsrichterin
- Quischinsky, Angelika (* 1963), deutsche Fußballspielerin
- Quisinsky, Michael (* 1976), deutscher Theologe
- Quiskamp, Robert (1882–1943), deutscher römisch-katholischer Geistlicher und Märtyrer
- Quisling, Vidkun (1887–1945), norwegischer Offizier und PolitikerVidkun Quisling (1887–1945)

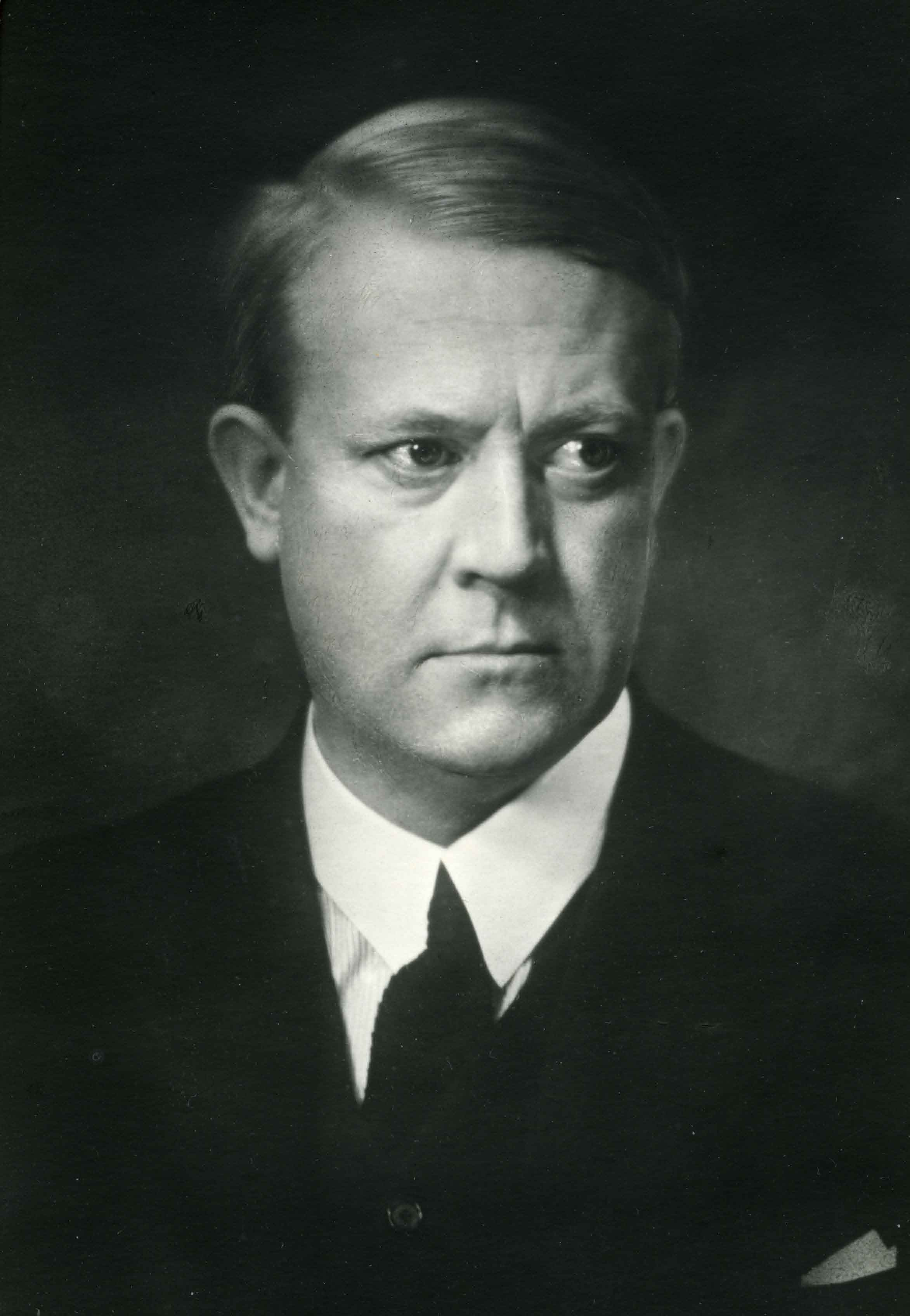
Vidkun Quisling (1887–1945)

- Quispe Catacora, Óscar (1987–2021), peruanischer Filmregisseur
- Quispe Chura, Gladys (* 1981), bolivianische Politikerin, Mitglied des Abgeordnetenhauses
- Quispe Collantes, Roxana, peruanischer Anthropologin und Literaturwissenschaftlerin
- Quispe Huanca, Felipe (1942–2021), bolivianische Persönlichkeit der Indigenen-Bewegung in Bolivien
- Quispe López, Ciro (* 1973), peruanischer Geistlicher, römisch-katholischer Prälat von Juli
- Quispe Mamani, Pasceza Francisca (* 1984), bolivianische Politikerin, Mitglied des Abgeordnetenhauses
- Quispe Sisa, Inka-Prinzessin
- Quispe Tito, Diego (* 1611), peruanischer Maler
- Quispe, Juan (1914–1995), peruanischer Fußballspieler
- Quispe, Valeria (* 1997), bolivianische Leichtathletin
- Quispel, Gilles (1916–2006), niederländischer Theologe, Kirchen- und Religionshistoriker
- Quispel, Matthijs (1805–1858), niederländischer Landschafts- und Tiermaler
- Quisquinay, Luis (* 1992), guatemaltekischer Squashspieler
- Quist, Adrian (1913–1991), australischer Tennisspieler
- Quist, Anne-Marie (* 1957), niederländische Ruderin
- Quist, Buster (* 1936), US-amerikanischer Speerwerfer
- Quist, Emmanuel Charles (1880–1959), erster Sprecher des Parlaments in Ghana
- Quist, Laetitia (* 2001), deutsche Handballspielerin
- Quist, Rasmus (* 1980), dänischer Ruderer
- Quistgaard, Erik (1921–2013), dänischer Raumfahrtfunktionär
- Quisthoudt-Rowohl, Godelieve (* 1947), deutsche Politikerin (CDU), MdEP
- Quistial, Roberto, ecuadorianischer Straßenradrennfahrer
- Quistorf, Hermann (1884–1969), deutscher Schriftsteller und Übersetzer sowie Volks- und Gewerbeschullehrer
- Quistorp, Alexander von (1892–1974), deutscher Jurist und Bankmanager
- Quistorp, August von (1786–1849), preußischer Oberstleutnant
- Quistorp, Barthold von (1825–1913), preußischer Generalleutnant und Militärschriftsteller
- Quistorp, Bernhard Friedrich (1718–1788), deutscher evangelischer Theologe und Generalsuperintendent für Schwedisch-Pommern
- Quistorp, Ernst von (1784–1831), preußischer Offizier
- Quistorp, Eva (* 1945), deutsche Politikerin (Grüne), MdEPEva Quistorp (* 1945)

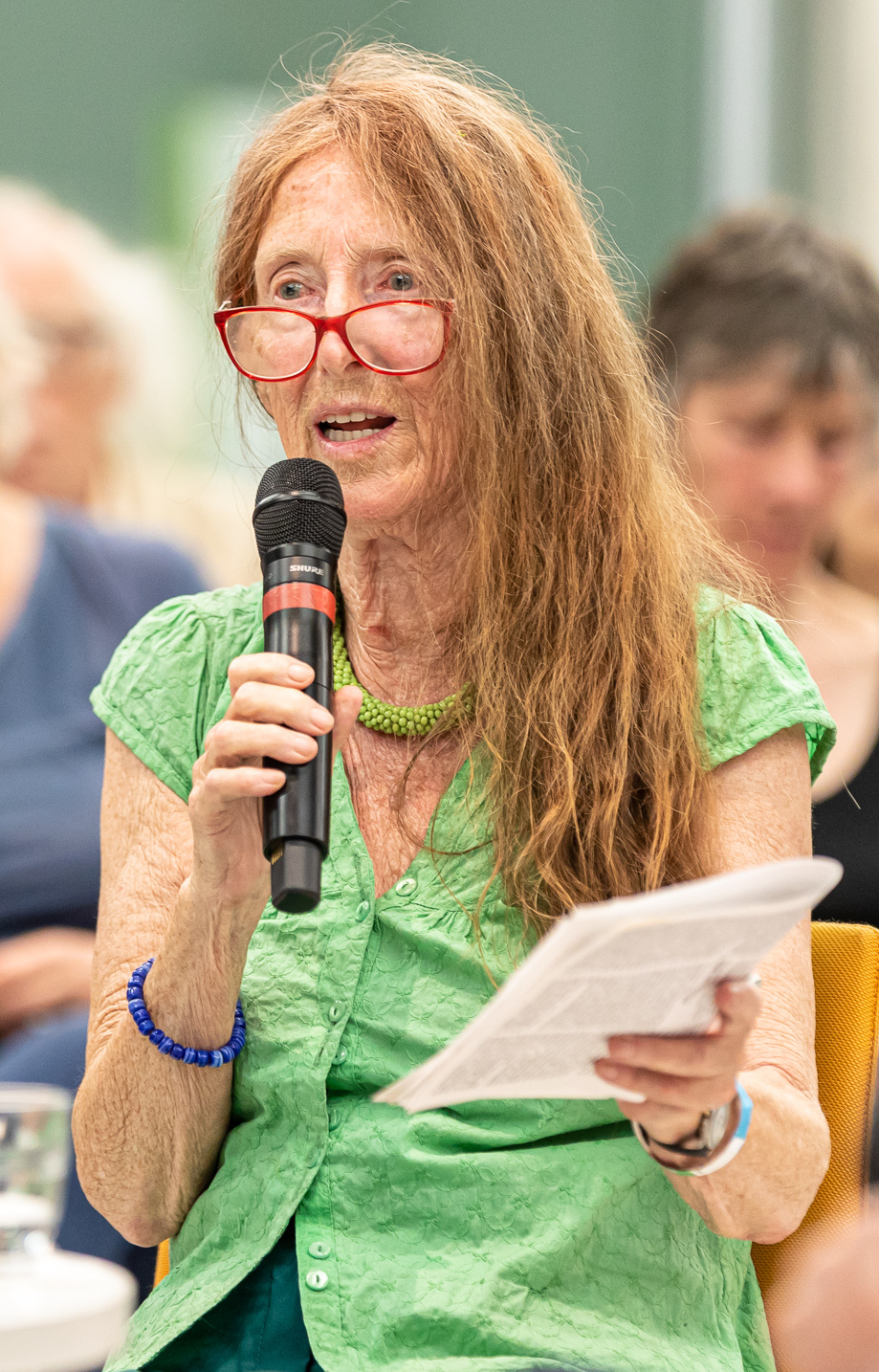
Eva Quistorp (* 1945)

- Quistorp, Heinrich (1836–1902), deutscher Kaufmann und Bankier
- Quistorp, Heinrich (1911–1987), deutscher Theologe und Mitglied der Bekennenden Kirche
- Quistorp, Johann (1758–1834), deutscher Naturwissenschaftler, Botaniker und Arzt
- Quistorp, Johann Bernhard (1692–1761), deutscher Mediziner
- Quistorp, Johann Christian von (1737–1795), deutscher Juraprofessor und Strafrechtsgelehrter
- Quistorp, Johann der Ältere (1584–1648), lutherischer Theologe, Rektor der Universität Rostock
- Quistorp, Johann der Jüngere (1624–1669), deutscher lutherischer Theologe
- Quistorp, Johann Gottfried (1755–1835), deutscher Architekt, Maler und Hochschullehrer
- Quistorp, Johann Jakob (1717–1766), deutscher Theologe
- Quistorp, Johann Nikolaus (1651–1715), deutscher evangelischer Theologe, Superintendent und Hochschullehrer
- Quistorp, Johannes (1822–1899), Stettiner Großunternehmer und Zementfabrikant, Wohltäter Stettins
- Quistorp, Martin (1861–1929), deutscher Unternehmer
- Quistorp, Theodor Johann (1722–1776), deutscher Jurist und Bühnenschriftsteller
- Quistorp, Wernher von (1856–1908), Gutsbesitzer und preußischer Politiker
- Quistorp, Wilhelm (1824–1887), deutscher Geistlicher und Vorkämpfer der Diakonie

### Quit
- Quita, Domingos dos Reis (1728–1770), portugiesischer Lyriker
- Quitak, Oscar (1926–2023), britischer Schauspieler
- Quiteria, Kinderheilige
- Quiterio, César (* 1976), portugiesischer Radrennfahrer
- Quiterio, Stalin, dominikanischer Straßenradrennfahrer
- Quitman, John A. (1799–1858), US-amerikanischer Politiker
- Quitral, René (1924–1982), chilenischer Fußballspieler
- Quitt, Heinz (1928–2021), deutscher Forstingenieur und Naturschützer in Sachsen-Anhalt
- Quitta, Daniel (* 1975), italienischer Naturbahnrodler
- Quitta, Robert (* 1955), österreichischer Theaterregisseur und Theaterleiter
- Quittard, Henri (1864–1919), französischer Musikwissenschaftler und Musikkritiker
- Quittenbaum, Karl Friedrich (1793–1852), deutscher Mediziner und Hochschullehrer
- Quittenton, Martin (1945–2015), britischer Gitarrist und Songwriter
- Quitter, Magnus de (1694–1744), deutscher Hofmaler, Bergwerks- und Galerieinspektor
- Quitterer, Josef (* 1962), deutscher römisch-katholischer Theologe und Philosoph
- Quitterer, Stepha (* 1982), deutsche Regieassistentin, Schriftstellerin und Jugendbuchautorin
- Quittet, Catherine (* 1964), französische Skirennläuferin
- Quittet, Claude (* 1941), französischer Fußballspieler
- Quittner, Genia (1906–1989), österreichische Kommunistin
- Quittner, Rudolf (1872–1910), österreichischer Maler des Impressionismus
- Quitzke, Joe (* 1969), schwedischer Jazzmusiker (Schlagzeug, Komposition)
- Quitzmann, Ernst Anton (1809–1879), bayerischer Arzt, Historiker und Schriftsteller
- Quitzow, Achatius von (1606–1653), Mitglied der "Fruchtbringenden Gesellschaft"
- Quitzow, Anna von († 1565), Äbtissin
- Quitzow, Anne Margrethe (* 1652), dänische Übersetzerin und „gelehrte Frau“
- Quitzow, Christian Heinrich von (1737–1806), preußischer Generalmajor und Chef des Kürassierregiments Nr. 6
- Quitzow, Dietrich von (1366–1417), Raubritter
- Quitzow, Hans von (1805–1878), preußischer Generalmajor
- Quitzow, Hans-Wilhelm (1911–2009), deutscher Geologe
- Quitzow, Johann von (1370–1437), deutscher Raubritter
- Quitzow, Richard (1853–1927), deutscher Buchhändler und Politiker
- Quitzrau, Helmut (1899–1999), deutscher SA-Führer

### Quiv
- Quivrin, Jocelyn (1979–2009), französischer SchauspielerJocelyn Quivrin (1979–2009)

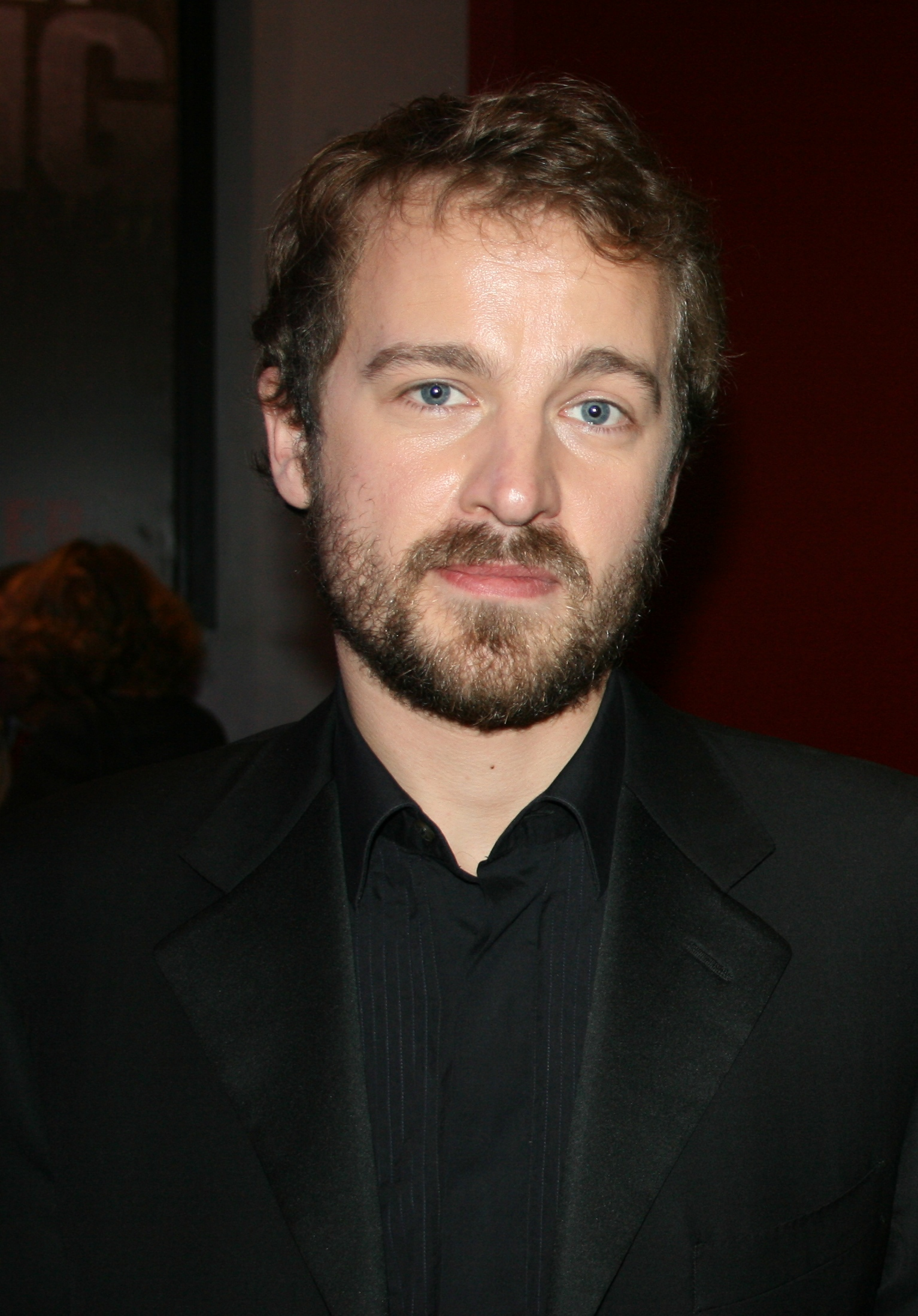
Jocelyn Quivrin (1979–2009)

### Quix
- Quix, Christian (1773–1844), deutscher katholischer Priester und Heimatforscher, Geschichtsschreiber von Aachen
- Quixall, Albert (1933–2020), englischer Fußballspieler

### Quiz
- Quizera, Famana (* 2002), portugiesisch-guinea-bissauischer Fußballspieler
- Quizet, Alphonse (1885–1955), französischer Landschafts- und Architekturmaler
- Quizon, Salvador (1924–2016), philippinischer Geistlicher, Weihbischof in Lipa
- Quizquiz († 1535), General Atahualpas